# Villafranca (Navarra)
Villafranca (en euskera: Alesbes) es una villa y un municipio español de la Comunidad Foral de Navarra, situado en la Merindad de Tudela, en la comarca de la Ribera Arga-Aragón y a 70 km de la capital de la comunidad, Pamplona. Su población en 2024 fue de 3077 habitantes (INE).

## Toponimia
El origen del topónimo está en una concesión por parte de reyes y señores de un estatuto jurídico a la localidad basado en privilegios, libertades y franquezas. En el caso de Villafranca deriva, de forma análoga a otras localidades con similar denominación, de la concesión por parte del rey navarro Sancho VI el Sabio en el siglo XII (se da como fecha el año de 1191) del fuero de Jaca, en una versión concedida poco antes a la población de San Nicolás de Pamplona. Con aquel otorgamiento el rey eximió a los pobladores de Villafranca del pago de toda pecha o carga señorial, estableciendo que únicamente debían abonar un censo anual de 2 sueldos por cada casa. De este modo, y siendo el significado de la palabra 'franco' o 'franca' según el diccionario de la Real Academia Española de libre, exento privilegiado, el nombre de la localidad podría traducirse como villa libre de impuestos o exenta.
Además, se apunta a que el original Fuero de Jaca era un fuero de francos, en cuanto su propósito era atraer a una localidad población de más allá de los Pirineos (llamados genéricamente francos), mediante la garantía de su libertad y su consideración en plano de igualdad con los caballeros, así como mediante la protección de la propiedad privada y la facilidad de su adquisición. Este término, franco, se confundió en su mismo origen etimológico con un sentido jurídico de libre o exento, ya que este es el significado último de la palabra germánica frank de la que deriva el etnónimo franco. Además en el caso de Aragón y Navarra, los derechos y libertades, de las villas francas se fueron extendiendo también a los pobladores autóctonos que acudieron a poblarlas y que pasaban a ser tratados como francos.
Variantes del nombre Villafranca registradas en la documentación histórica son Vilafranca, Villafranqua o Villafrancha.
Al parecer, antes de la concesión a Villafranca del Fuero de Jaca la localidad era conocida con otro nombre que es referido en la documentación histórica bajo distintas variantes toponímicas: Elisues (1072,1075), Alasuasse (1120), Alesves (1149,1216,1245), Alesos (1171), Alesues, Alisues (siglo XII) o Elesues (1201). De hecho, en un documento del reinado de Teobaldo I de Navarra fechado en 1238 y escrito en latín se afirma que antes de que fuera conocida como Villafranca la localidad había sido denominada con ese otro topónimo y así el documento dice que in illa villa nostra que dicitur Villafranca, que inquam villa Alesueies retro temporibus uocabatur (en esa nuestra villa que llaman Villafranca y que en tiempos pasados se llamaba Alesueis).
Este topónimo ha sido transcrito desde el siglo XX como Alesves o Alesvés. Según Mikel Belasko «la decisión de la Real Academia de la Lengua Vasca de proponer Alesbes como nombre vasco de la localidad no parece justificada por dos razones. De una parte no está nada claro que Alesbes, el nombre primitivo, tenga un origen vasco ni que exista prueba alguna de que este nombre haya sido utilizado por vascohablantes en los últimos 700 años. De otro lado, y a la vista de la documentación, no se explica por qué es Alesbes, y no cualquier otra de las variantes, la forma elegida.» Es José María Jimeno Jurío quien afirma que es un «topónimo vascónico» sin mayor explicación que la referencia a que así lo recogieron anteriormente «los miembros de la Comisión de Monumentos de Navarra». Con todo, este topónimo, que portan varios equipos deportivos de la localidad, sigue siendo conocido y utilizado en el municipio. El origen y significado de este otro topónimo es desconocido.

## Símbolos

### Bandera

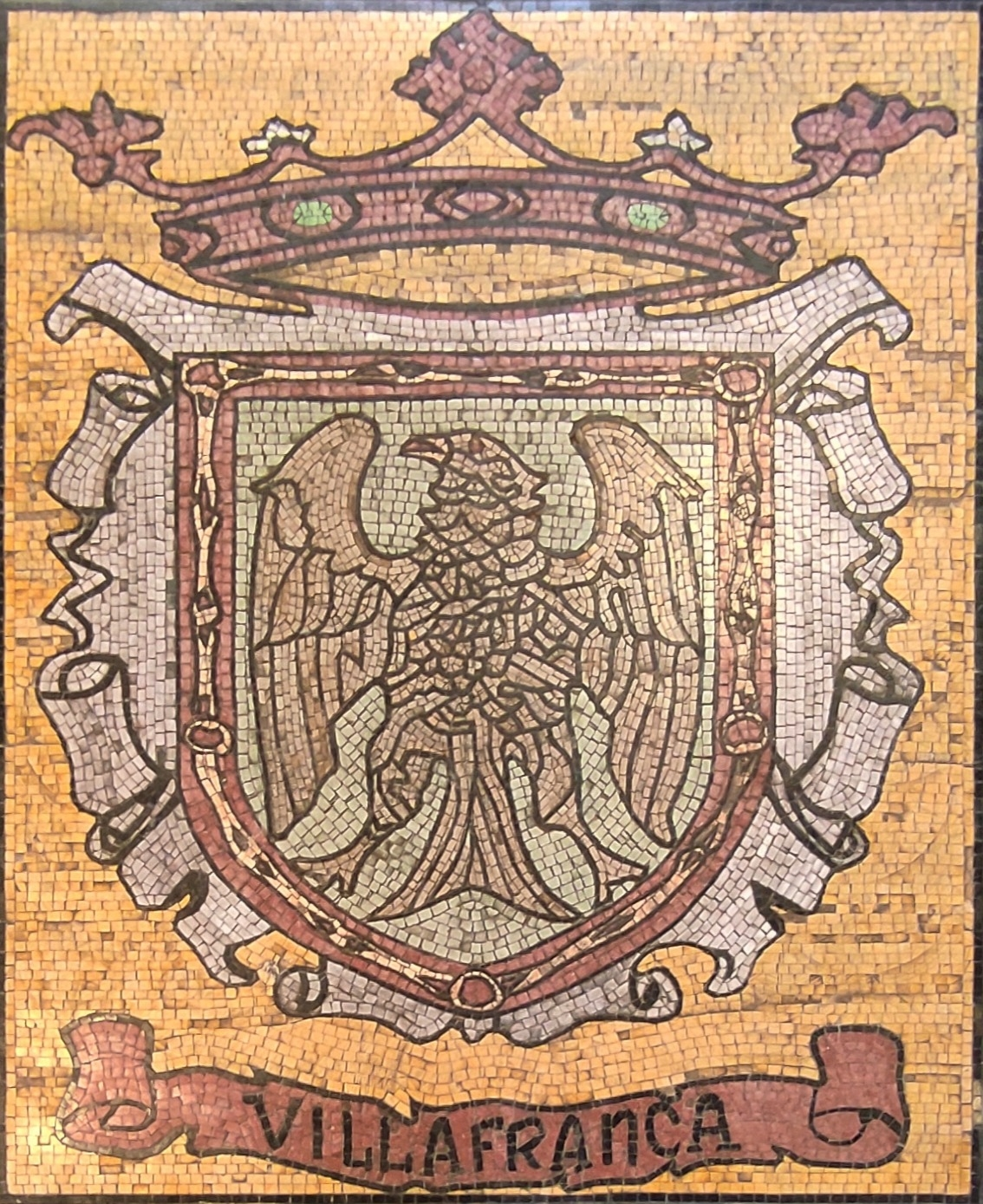
Mosaico con el escudo en la casa consistorial

La bandera de Villafranca es negra por las dos caras, con una cruz en oro, de origen desconocido que contrasta con los diseños cromáticos habituales en las banderas de los municipios navarros que suelen tener habitualmente un fondo rojo. El hecho de que el fondo de la bandera de Villafranca sea negro ese ha relacionado con una posible relación a las epidemias de la peste.

### Escudo
El escudo de armas de la villa de Villafranca tiene el siguiente blasón:

Trae de plata y un águila en palo en su color natural. Por timbre una corona abierta.

El escudo corresponde al sello que viene usando la villa desde los siglos XII-XIII.

## Geografía
La localidad de Villafranca está situada en la parte sur de la Comunidad Foral de Navarra dentro de la región geográfica de la Ribera de Navarra (Ribera Alta) a una altitud de 291 m s. n. m. Su término municipal tiene una superficie de 46,43 km² y limita al norte con los municipios de Marcilla y Funes, al este con el de Caparroso y las Bardenas Reales, al sur con los de Cadreita y Milagro al oeste con el de Funes.
El municipio se localiza en la margen izquierda del río Aragón, ocupando una posición llana con un ligero declive. Su término municipal se extiende a lo largo de la vega del río Aragón, el cual a su vez toma por su margen derecha las aguas del río Arga. 
En la zona tiene destacada importancia el humedal de Badina Escudera, un espacio natural protegido, incluido en los listados Natura 2000, con una importante población de aves y reptiles, siendo un enclave muy importante para las aves migratorias.
El casco urbano de Villafranca se sitúa en el centro del término municipal, sobre una terraza que se adentra en la llanura fluvial del río Aragón (280 m), que discurre de oeste a este, cerca de cuyo reborde occidental «está emplazado el pueblo y que ha sido deformada por los yesos infrayacentes (290-300 m), y las colinas yesíferas modeladas por la erosión en el flanco N del sinclinal de Peralta (360-380 m)» (Gran enciclopedia de Navarra).

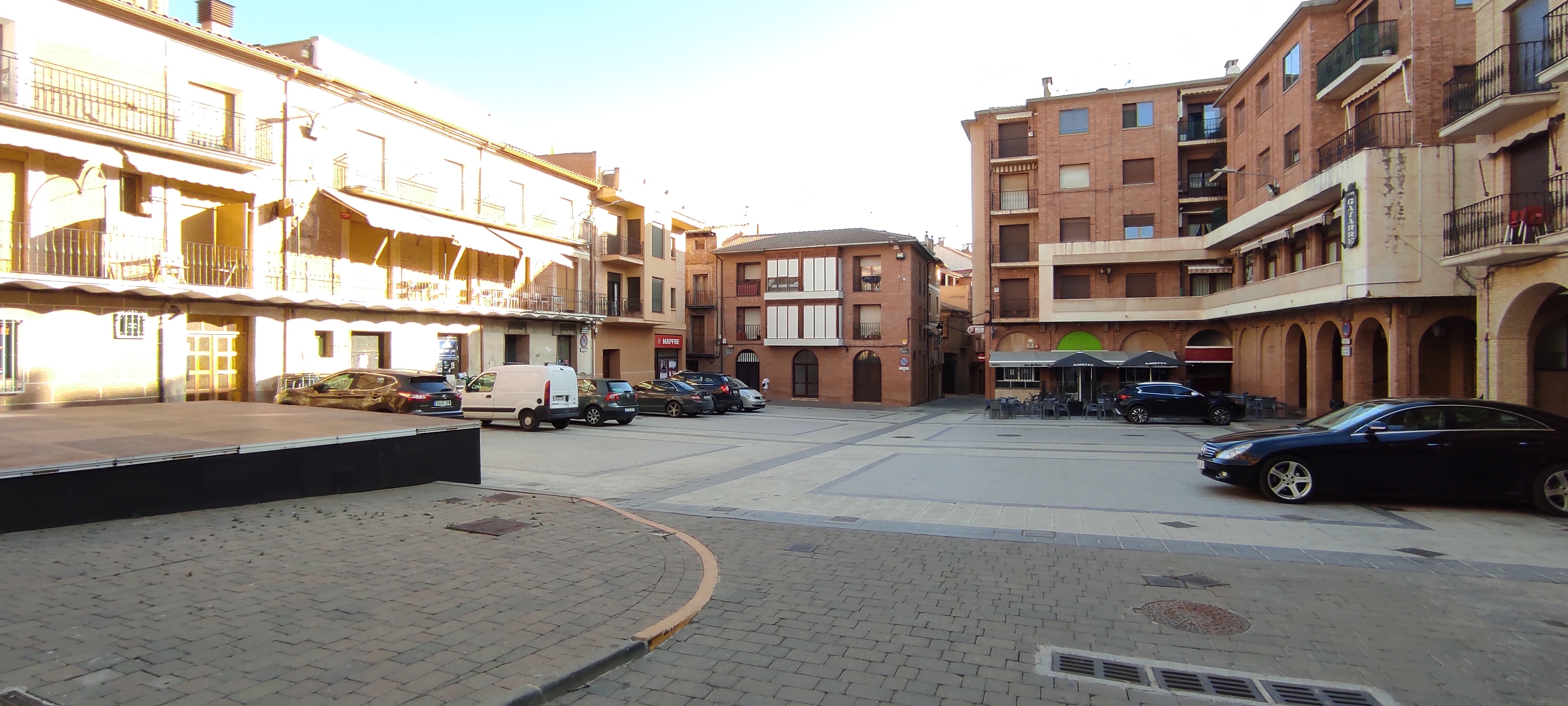
Plaza de España

## Historia

### Prehistoria y época antigua
Según los estudios de la arqueóloga María Ángeles Mezquíriz, se tiene constancia de la existencia de un asentamiento de época romana dentro del término municipal. Una serie de excavaciones arqueológicas revelaron una serie de estancias decoradas con mosaicos geométricos construidos a finales del siglo III o principios del siglo IV. Debió ser una villa agrícola del siglo II, que tuvo continuidad durante los siglos III y IV. Estos mosaicos se conservan actualmente en el Museo de Navarra, entre los cuales se encuentra el más grande de los hallados hasta ahora en Navarra. Se tienen localizados estos vestigios romanos como la Necrópolis de San Pedro, cerca de la ermita homónima y en la Socorona.
Para el arqueólogo Javier Arméndariz Martija, que clasifica los hallazgos romanos de Villafranca entre «las villas de primer orden», reseña que «las actuales poblaciones de Villafranca y Milagro, que ocupan sendas orografías destacadas en la comarca, también estuvieron pobladas durante la Edad del Hierro».

### Época medieval
En la segunda mitad del siglo XI figura el lugar como una de las “tenencias” del reino de Pamplona en la frontera con los musulmanes en la que define como «zona de penetración del valle de Funes».
Sancho VI el Sabio concedió a sus pobladores (1191) el fuero de Jaca en la versión aplicada poco antes a la “población (de San Nicolás)" de Pamplona. En una tendencia a equipararse jurídicamente a “francos” eximiéndoles de toda pecha o carga señorial. Según indica la Gran enciclopedia de Navarra, «únicamente debían abonar un censo anual de 2 sueldos por cada casa. En 1280 la villa debía por este concepto la suma de 1040 sueldos, lo que sugiere una población total de 520 sueldos o casas; incluso parece que existía entonces una minoría judía y la correspondiente “escribanía”.»
En 1271 Enrique I confirmado el fuero «prometiendo además remediar los atropellos cometidos por sus antecesores». En 1294 es una de las villas que se dirigen a la reina Juana I de Navarra solicitando «sean respetados sus fueros conculcados por el gobernador». Es por esta razón que en 1297 se une «mediante juramento con la Junta de los Infazones de Obanos», «dibujando la lista de las buenas villas que tendrán asiento en Cortes». Disfrutó siempre del derecho de asiento en las Cortes del reino.
Se tiene noticia que en 1356 y en 1361 existía la llamada Torre del Rey gracias a una serie de reparaciones efectuadas en ambas fechas cuya relación de gastos se conserva en los documentos del Archivo Real y General de Navarra.
Carlos III de Navarra eximió a los vecinos del pago de peajes en todo el reino, excepto en Roncesvalles (1416). También durante el siglo XIII Santa María de Roncesvalles poseyó diversas heredades en su término.
En Villafranca se situaba la fortaleza más oriental con ocasión de la guerra contra Castilla en 1429-1430. Estaba entonces confiada a Borchea de Aguirre. En 1461, como contrapartida de su resistencia contra el ejército castellano y por la adhesión hacia su persona, Juan II les dispensó del censo que debían pagar por sus casas. 
Tras la Tregua de Aoiz (septiembre de 1479), en la semana de Pascuas de 1480, el mariscal Felipe de Navarra, hijo de Pedro de Navarra, uno de los cabecillas agramonteses, cuando se dirigía a Villafranca para conferenciar con Juan de Ribera, enviado de Fernando el Católico, fue asesinado por el conde de Lerín.

#### Encomienda sanjuanista de Villafranca
Dentro del priorado de la Orden de San Juan de Jerusalén en Navarra, se tiene noticia de la llamada encomienda de Villafranca gracias al inventario documental relativos a la misma que elaboró Carlos Idoate, técnico del Archivo Real y General de Navarra donde se relacionan numerosas donaciones y heredades que tenían en esta localidad y otras localidades cercanas como Cadreita, Milagro, Funes, San Adrián, Falces, Rada, Peralta, Valtierra, Olite, etc, incluyendo el molino de Cabués en Vergalijo (Miranda de Arga). Abarca temporalmente desde el siglo XII al siglo XIX.

### Época moderna y contemporánea
En 1529 el municipio compró al rey el castillo y los monopolios que, como el molino, había conservado la corona. En 1543 obtuvo sentencia favorable como congozante de las Bardenas Reales. En 1630 compró al rey los oficios de alcalde regidores otros de ayuntamiento por 3000 ducados de plata doble. En 1717, adquiría además la jurisdicción criminal por 11 000 reales, con lo que terminaba de adquirir los perfiles administrativos con los que llegó a la quiebra del Antiguo Régimen, en la primera mitad del siglo XIX.
A finales del siglo XVIII, según la Gran enciclopedia de Navarra, «se habían ampliado al doble los regadíos, que alcanzaban 12 135 robadas.»
Durante la primera guerra carlista, Zumalacárregui con sus tropas entran en Villafranca el 27 de noviembre de 1834. Los liberales, juntos a sus familias, se refugiaron en la torre de la iglesia que fue sitiada por los carlistas que la bombardearon e incendiaron. Tras la rendición, se permitió bajar a las mujeres y niños mientras que los maridos, que poco después se rindieron, fueron fusilados.

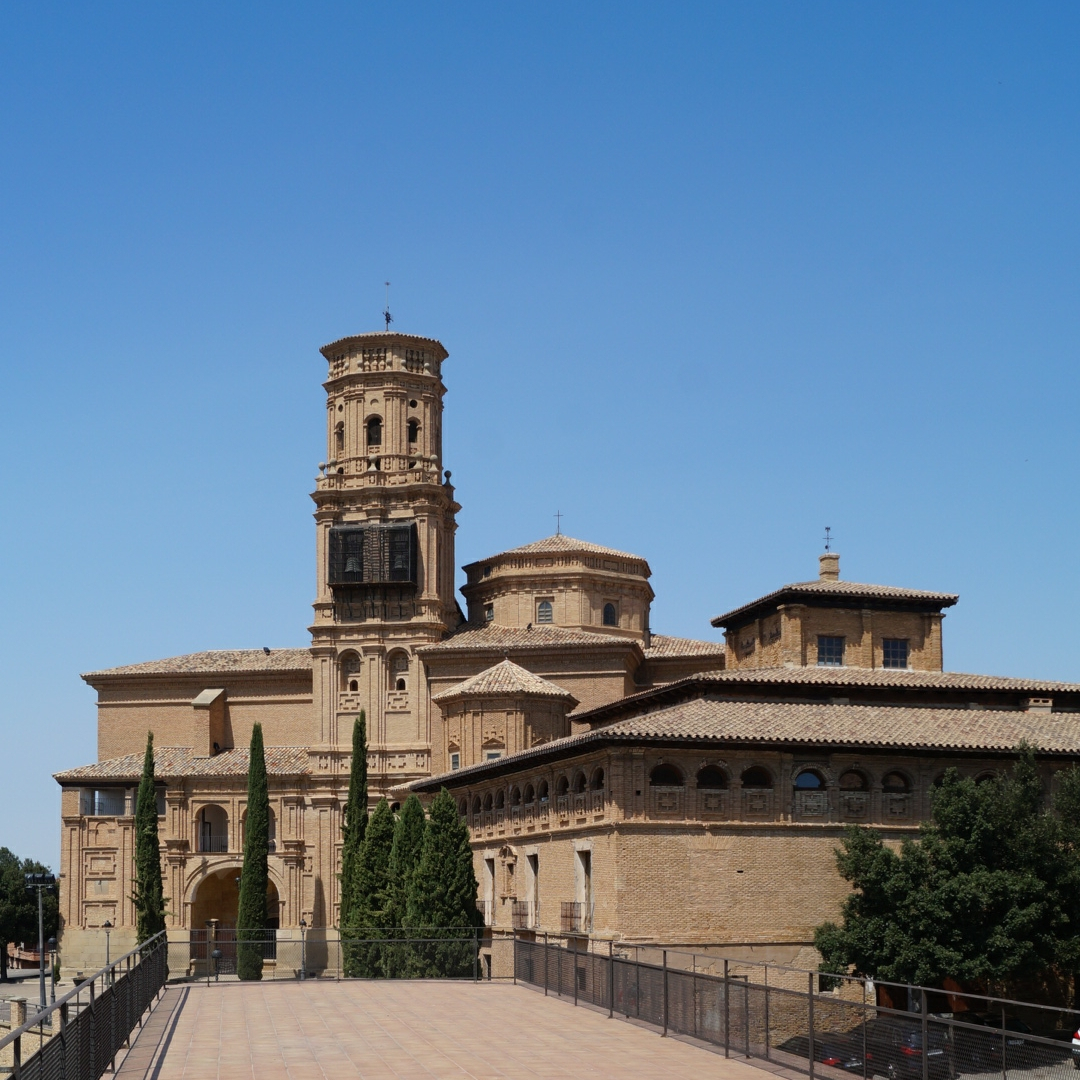
Iglesia parroquial de Santa Eufemia y palacio Bobadilla

## Demografía
Villafranca cuenta con una población de 3077 habitantes (INE 2024).
| Gráfica de evolución demográfica de Villafranca entre 1842 y 2021                                                   |
| |
| Población de derecho según los censos de población del INE Población de hecho según los censos de población del INE |

## Administración y política

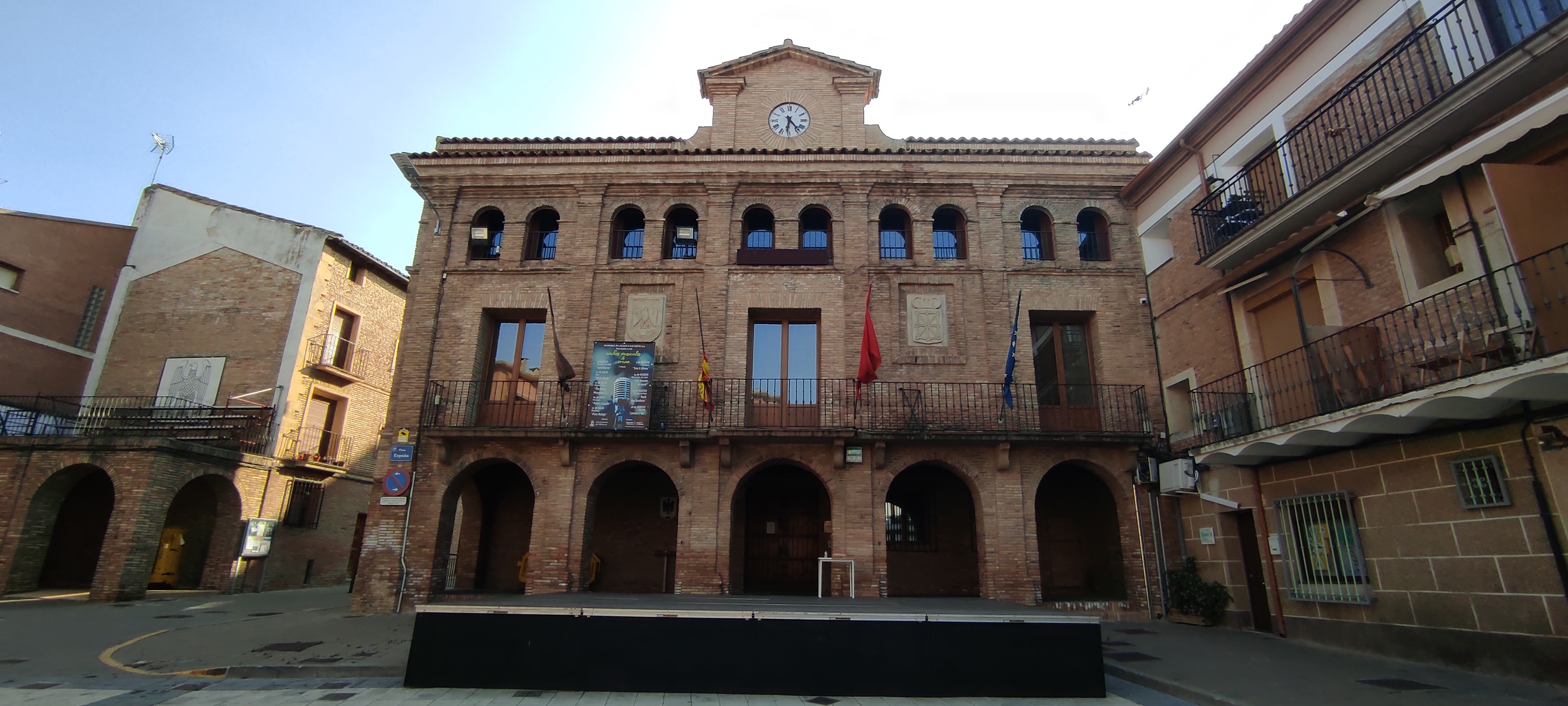
Ayuntamiento de Villafranca, fachada a la plaza de España

| Periodo   | Nombre                         | Partido | Partido                                  |
| --------- | ------------------------------ | ------- | ---------------------------------------- |
| 1979-1983 | Bernardo Romeo Catalán         |         | Partido Socialista de Navarra (PSN-PSOE) |
| 1983-1987 | Francisco Amigot Sánchez       |         | Partido Socialista de Navarra (PSN-PSOE) |
| 1987-1991 | Enrique Mayayo Amigot          |         | Partido Socialista de Navarra (PSN-PSOE) |
| 1991-1999 | Pablo Bretos Peralta           |         | Partido Socialista de Navarra (PSN-PSOE) |
| 1999-2003 | Julián León Merino             |         | Partido Socialista de Navarra (PSN-PSOE) |
| 2003-2007 | José Miguel Sola Lafraya       |         | Partido Socialista de Navarra (PSN-PSOE) |
| 2007-2015 | María del Carmen Segura Moreno |         | Unión del Pueblo Navarro (UPN)           |
| 2015-2019 | Delia Linzoain Pinillos        |         | Partido Socialista de Navarra (PSN-PSOE) |
| 2019-2023 | María del Carmen Segura Moreno |         | Navarra Suma (NA+)                       |
| 2023-act. | María del Carmen Segura Moreno |         | Siempre Villafranca                      |

| Partido político | Partido político                                            | 2019               | 2019               | 2015  | 2015       | 2011  | 2011       | 2007  | 2007       | 2003  | 2003       | 1999  | 1999       | 1995  | 1995       | 1991  | 1991       |
| Partido político | Partido político                                            | %                  | Concejales         | %     | Concejales | %     | Concejales | %     | Concejales | %     | Concejales | %     | Concejales | %     | Concejales | %     | Concejales |
|                  | Navarra Suma (NA+)                                          | 55,35              | 7                  | —     | —          | —     | —          | —     | —          | —     | —          | —     | —          | —     | —          | —     | —          |
|                  | Partido Socialista de Navarra (PSN-PSOE)                    | 30,52              | 3                  | 36,17 | 4          | 35,12 | 4          | 41,52 | 5          | 49,33 | 6          | 42,7  | 5          | 45,41 | 5          | 57,06 | 7          |
|                  | Agrupación Independiente de Izquierdas de Villafranca (AII) | 12,65              | 1                  | 19,13 | 2          | —     | —          | —     | —          | —     | —          | —     | —          | —     | —          | —     | —          |
|                  | Unión del Pueblo Navarro (UPN)                              | Navarra Suma (NA+) | Navarra Suma (NA+) | 43,09 | 5          | 51,65 | 7          | 47,55 | 5          | 38,71 | 4          | 37,77 | 4          | 35,63 | 4          | 32,1  | 3          |
|                  | Nafarroa Bai (NaBai)                                        | —                  | —                  | —     | —          | 6,49  | 0          | —     | —          | —     | —          | —     | —          | —     | —          | —     | —          |
|                  | Izquierda-Ezkerra (I-E)                                     | —                  | —                  | —     | —          | 4,37  | 0          | —     | —          | 10,32 | 1          | 7,6   | 1          | 16,44 | 2          | —     | —          |
|                  | Alternativa Villafranca de Izquierdas (AVI)                 | —                  | —                  | —     | —          | —     | —          | 9,26  | 1          | —     | —          | —     | —          | —     | —          | —     | —          |
|                  | Euskal Herritarrok (EH)                                     | —                  | —                  | —     | —          | —     | —          | —     | —          | —     | —          | 10,39 | 1          | —     | —          | —     | —          |
|                  | Herri Batasuna (HB)                                         | —                  | —                  | —     | —          | —     | —          | —     | —          | —     | —          | —     | —          | —     | —          | 9,31  | 1          |

## Transportes y comunicaciones

### Red viaria
Se encuentra comunicada por carretera, a través de la Nacional 121 Pamplona-Zaragoza, con la que enlaza en los cruces de Cadreita-Milagro y Marcilla-Caparroso a través de la carretera comarcal que cruza el término municipal y el casco urbano.
La Autopista de Navarra recorre el término municipal de Villafranca por su lado Este. El enlace más próximo se realiza por el área de peaje situada en Marcilla, a unos 6 km del núcleo.

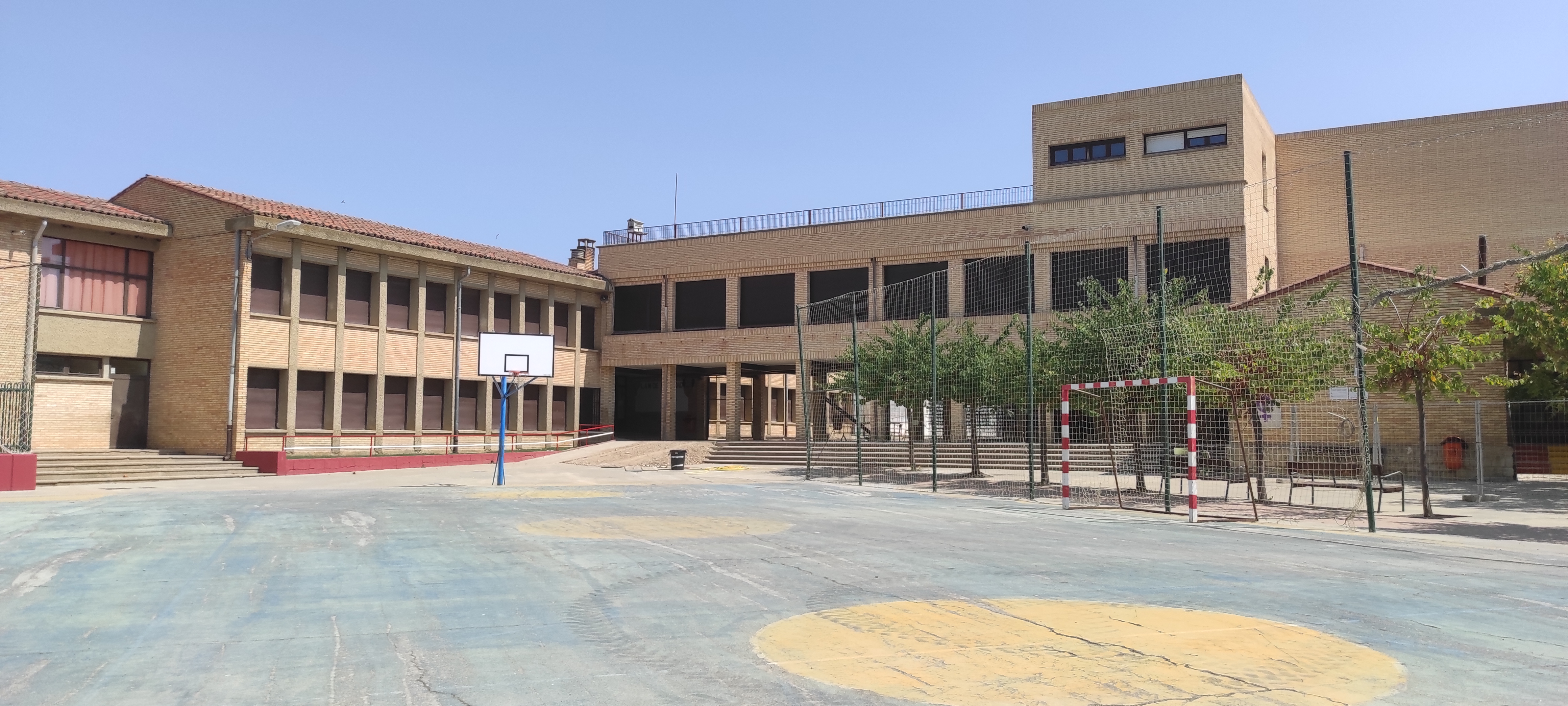
C.P. El Castellar

## Cultura
La localidad cuenta con 21 asociaciones con cerca de 2000 personas en activo siendo las más antiguas el Grupo de Auroros de Santa Eufemia, creada en 1850, el Club Deportivo Alesves, fundado en 1922, el Casino Gayarre, en 1970 y el Coro y Rondalla, en 1976.
En el apartado musical, además del grupo auroro y la rondalla, se complementa el apartado con la Asociación Cultural Banda La Villafranquesa, creada en 2014, la Escuela de Música Fernando Calahorra, creada en 1992.
Cuenta la localidad con una casa de cultura y una biblioteca pública.

### Deporte
El Club Deportivo Alesves, que llegó a militar en Tercera División, es el equipo de fútbol representativo de la localidad. Disputa sus partidos en el Campo del Palomar. Luce los colores de la villa: camisa y pantalón negro. En su escudo figura el águila del blasón y las iniciales CDA.
En el año 2016 ha subido a categoría autonómica, logrando dos ascensos consecutivos. En 2018 asciende a Tercera división. Actualmente juega en Autonómica.
La localidad cuenta desde septiembre de 2021 con un club de Padel. 
También existe el Club de Atletismo Villafranca, creado en 2005.

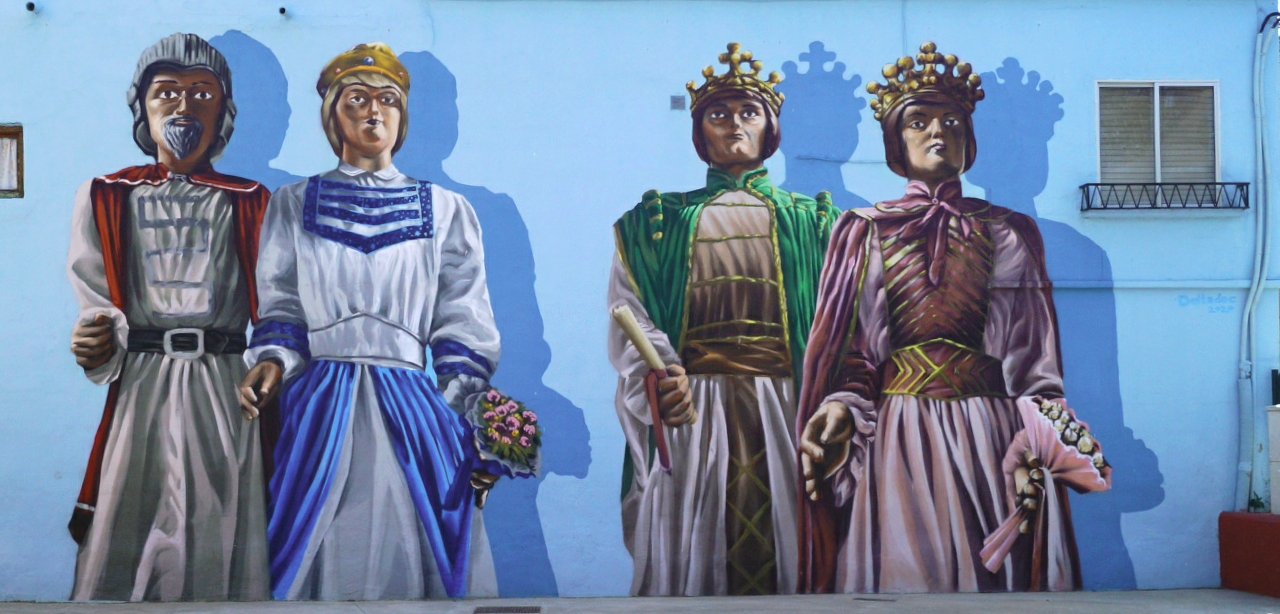
Mural de la comparsa de gigantes en el CP El Castellar

También tiene un club de baloncesto, impulsado por Federico Villagra, el entrenador de 3 equipos de baloncesto, dos de ellos masculinos y el otro femenino.

### Fiestas y eventos
Las fiestas patronales en honor a "Santa Eufemia",conocida en la localidad por "La Serrada" tienen lugar cada año del 15 a 22 de septiembre.
Las fiestas de la juventud se celebran el 1 de mayo.
La Comparsa de Gigantes y Cabezudos, creada en el año 2016, se encarga de amenizar y alegrar a los más jóvenes. La primera pareja de gigantes los "Reyes Católicos", llegaron a Villafranca en el año 1953. Cuatro cabezudos, Abuela, Payaso, Alcalde y Caravinagre completaron aquella adquisición inicial. Años más tarde, en 1986, se hicieron con una pareja de gigantes desechados por el Ayuntamiento de Tudela: Marco Antonio y otra Isabel la Católica a la que popularmente dicen Cleopatra. Se completó el conjunto con el kiliki el Navarrico regalado por la Orden del Volatín de Tudela al Ayuntamiento villafranqués.

#### Carnavales
Son muy famosos sus carnavales que se celebran el sábado después del Miércoles de Ceniza.
En octubre se celebra la Semana del Barroco.

### Patrimonio
Se ha definido como «uno de los más monumentales conjuntos urbanísticos del barroco navarro», al formado por la parroquia de Santa Eufemia, el Palacio de Bobadilla y el Convento de Nuestra Señora del Carmen, ante un espacioso mirador (el llamado Paseo Marqués de Vadillo, localmente conocido como el Atrio), continuado hacia la Plaza de los Fueros donde se cierra el conjunto con dos edificios más: el palacio del Conde Rodezno y la casa consistorial sin olvidar la Casa de los Arévalos o la del Marquesado de Villabrágima.

#### Edificios religiosos

##### Hospital
La villa acogió uno de los hospitales más antiguos de Navarra, conservándose una cédula del año 1355 otorgada por el rey Carlos II de Navarra. En ella se indica que las propietarias del hospital serían las cofradías de San Pedro y Santa Eulalia. Los enfermos pobres de la villa eran recogidos en la llamada sala de Nuestra Señora de Castellar, disponiendo también habitaciones para estudiantes, sacerdotes, hombres y mujeres, además de un granero, un corral, una cocina y una sala de Juntas.

##### Iglesia parroquial de Santa Eufemia
El actual templo presenta una planta de cruz latina de nave única de tres tramos con capillas laterales, un crucero saliente en planta y una cabecera recta, resultado de la ampliación sobre una iglesia gótica. Estas reformas le confirieron su actual aspecto barroco, aun cuando se respetó en parte la anterior estructura. Esta ampliación se realizó en tres fases de construcción diferentes:
1. Entre 1692-1702, con la torre levantada junto a la nave gótica de comienzos del siglo XVI.
2. Entre 1725-1729, se construye el crucero, la capilla de la Virgen del Rosario y la cabecera, adosados también a la nave gótica.
3. Entre 1729-1740, se centra en la sustitución de la nave gótica por otra barroca en armonía y proporción con el crucero y la cabecera.

Se cubre la nave única con una bóveda de medio cañón con lunetos, excepto en la parte del crucero, que se corona con una cúpula gallonada. Dos capillas abiertas a ambos lados del crucero, la capilla de la Virgen del Rosario, en el lado de la epístola, levantada en las mismas fechas que la iglesia, y la capilla de San Francisco Javier, en el lado del evangelio, de factura neoclásica de principios del siglo XIX, rompen la unidad espacial del conjunto.
La torre actual presenta planta rectangular con una bóveda de crucería. Es una de las torres más bellas de la Ribera de Navarra y se inició en 1692 con los dos primeros cuerpos y el pórtico ejecutados por Santiago Raón, Pedro de Aguirre y Loreaga, mientras que los dos restantes siguen un diseño de José Ezquerra, el mismo maestro de la torre de la catedral de Tudela.

La imagen de conjunto exterior está formada por elementos cúbicos y octogonales yuxtapuestos donde la estructura de la misma torre, con tres cuerpos cúbicos y otro final octogonal, decorada con detalles geométricos transmiten una armonía realzada al pórtico exterior.

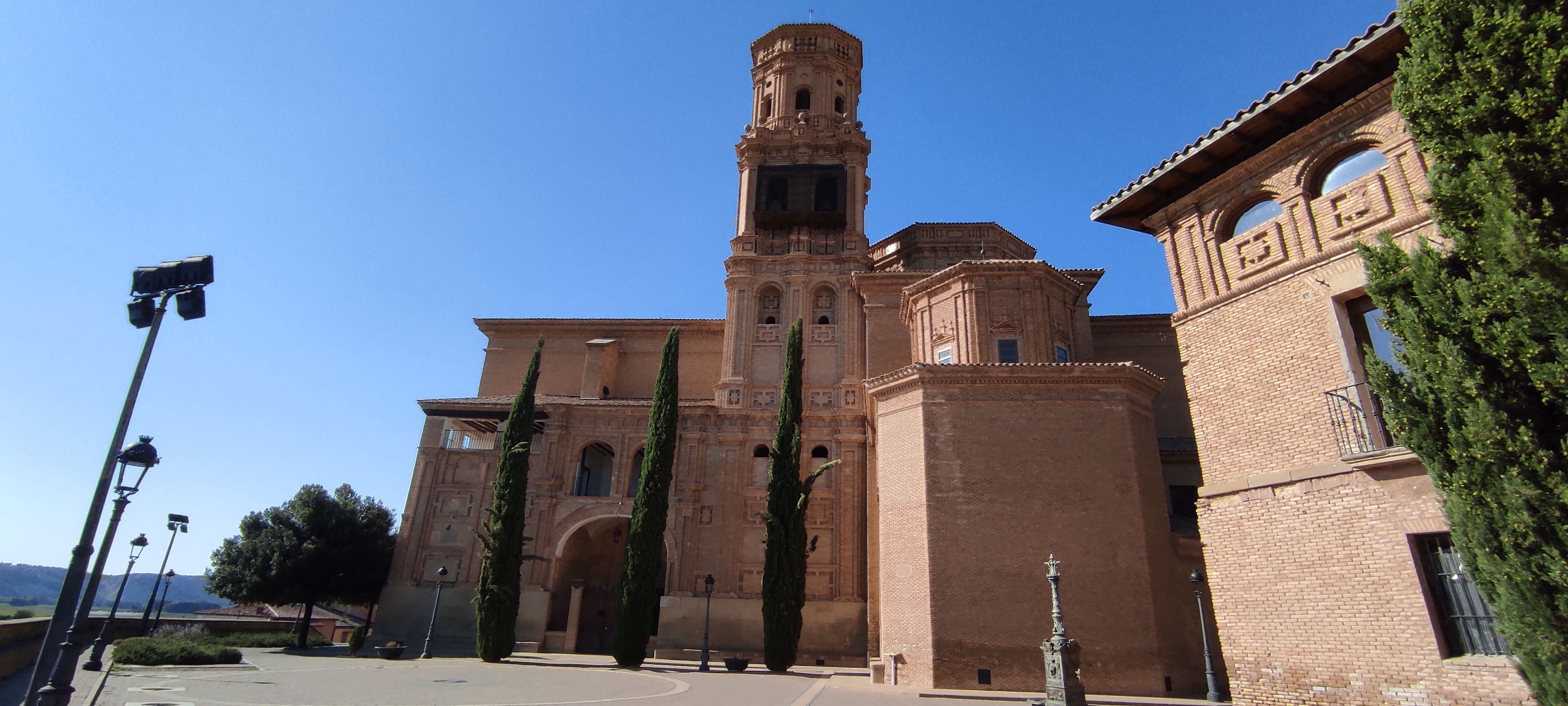
Vista exterior de la iglesia
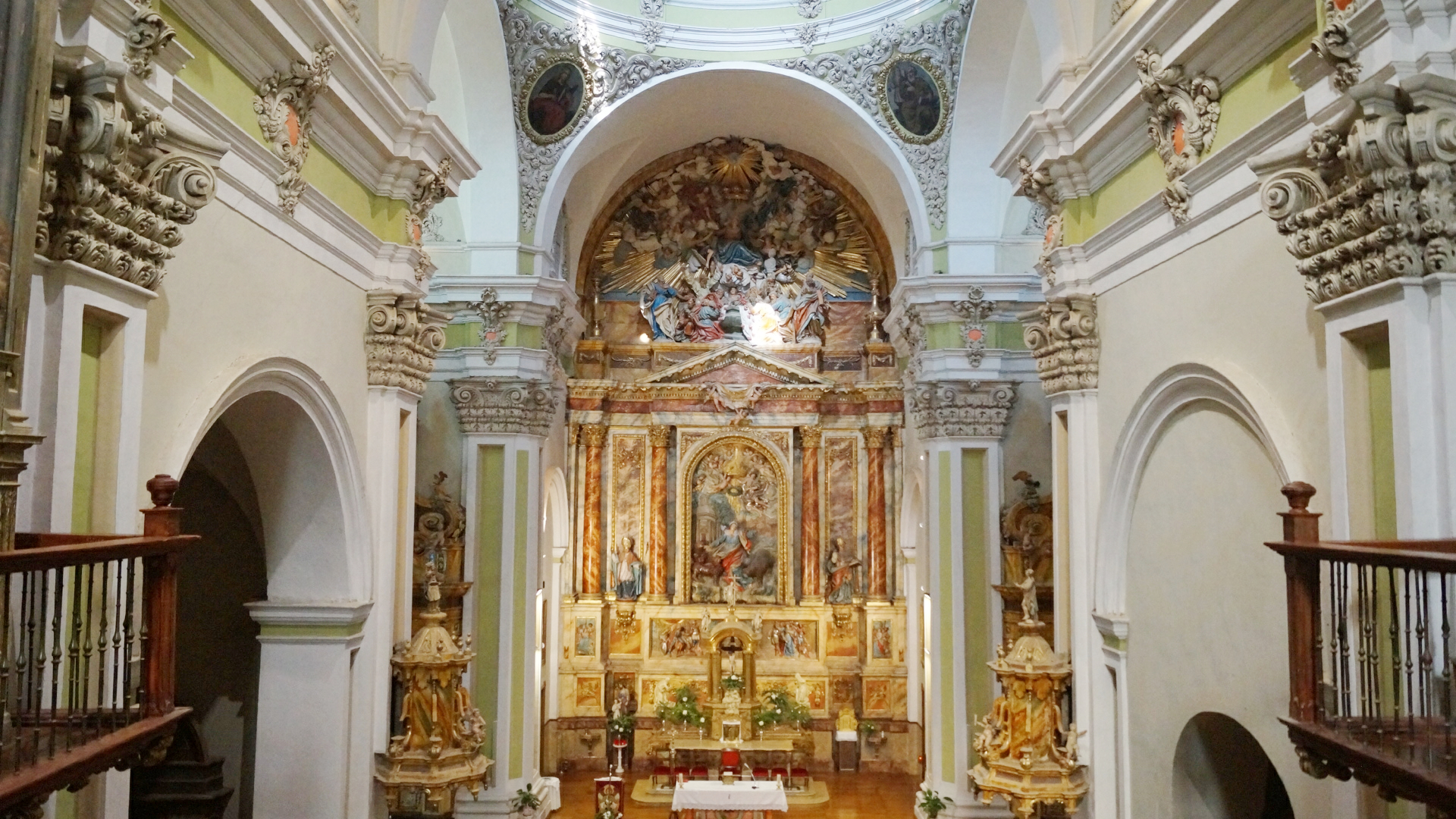
Vista interior de la iglesia
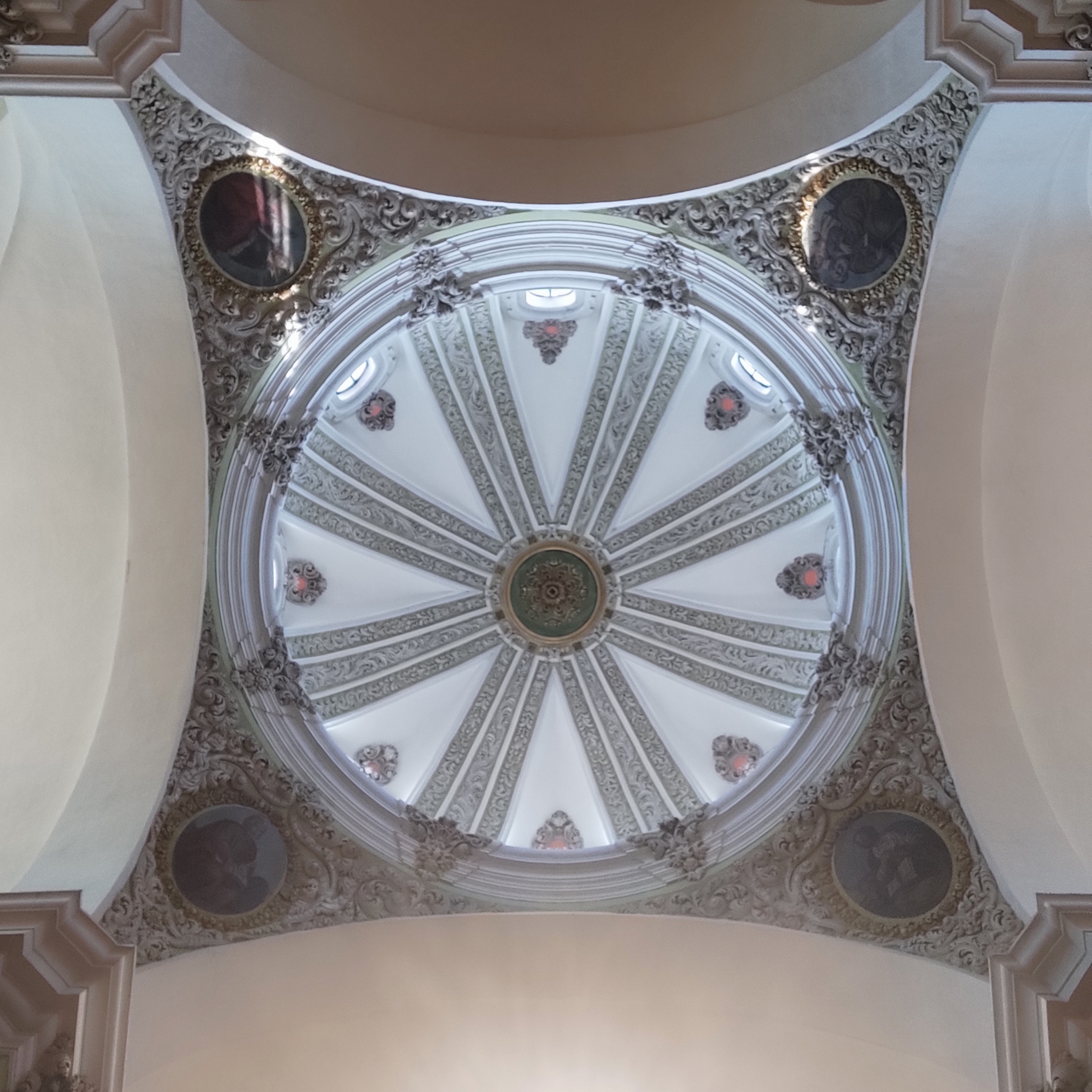
Cúpula del crucero
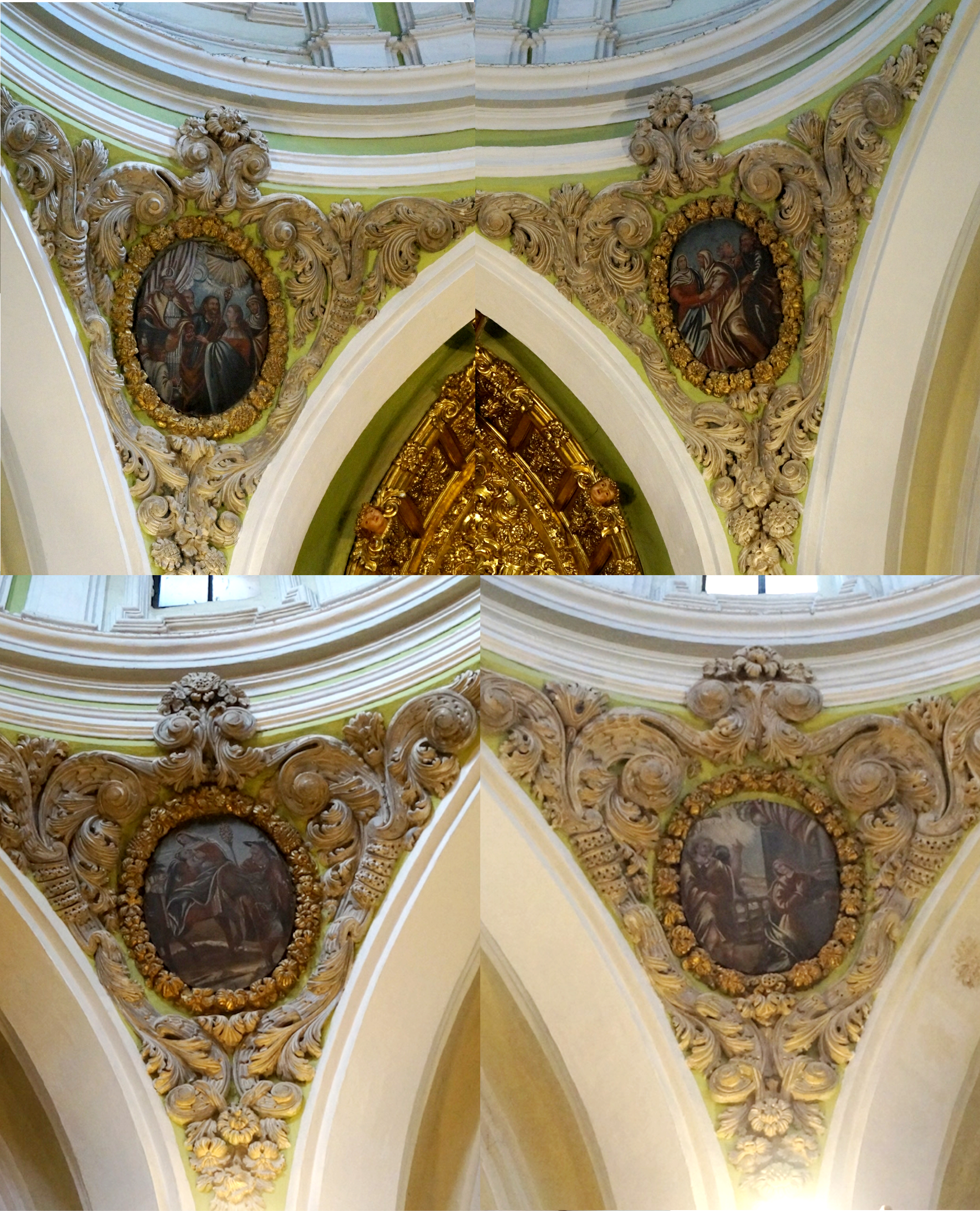
Pechinas
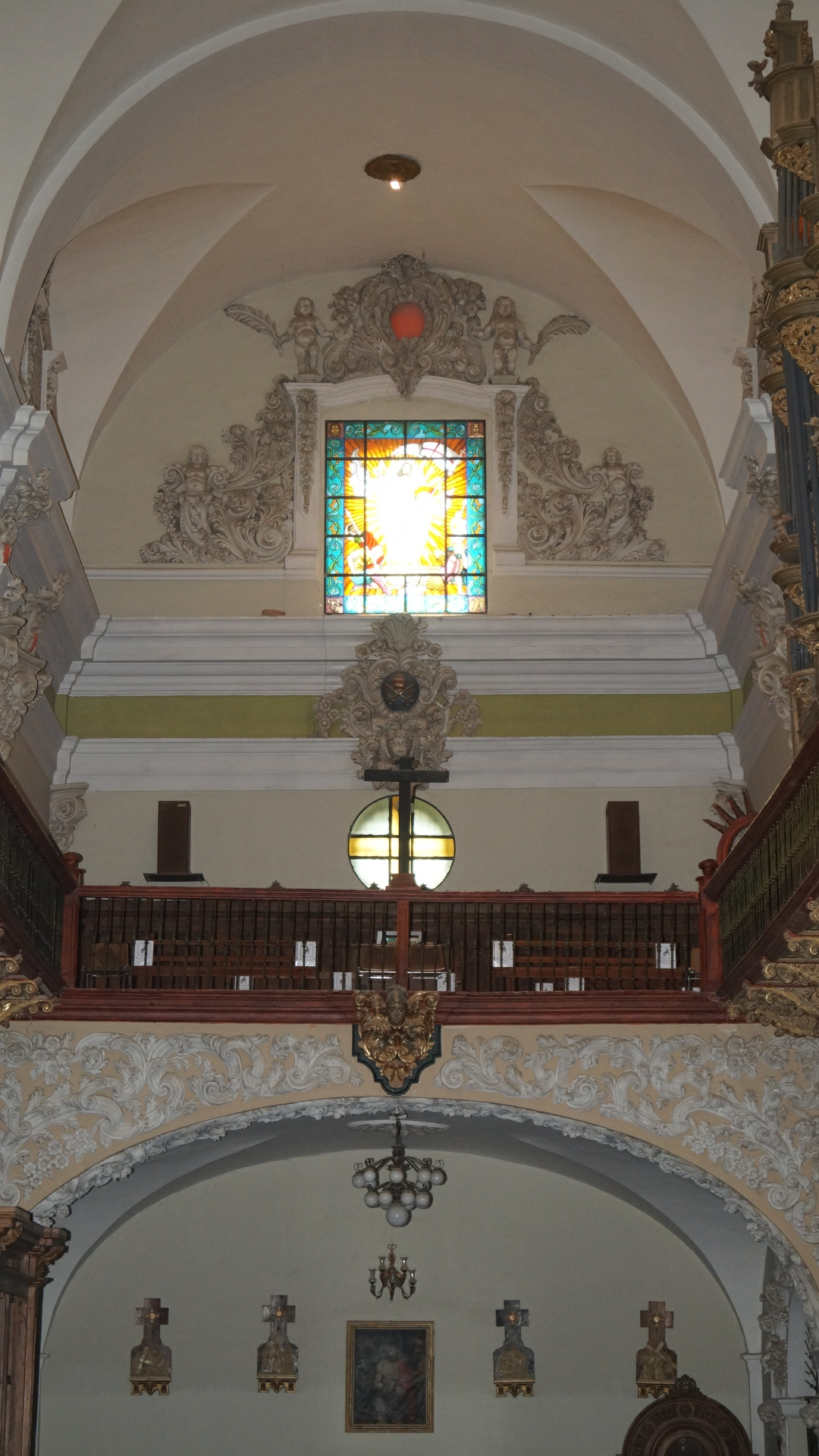
Coro
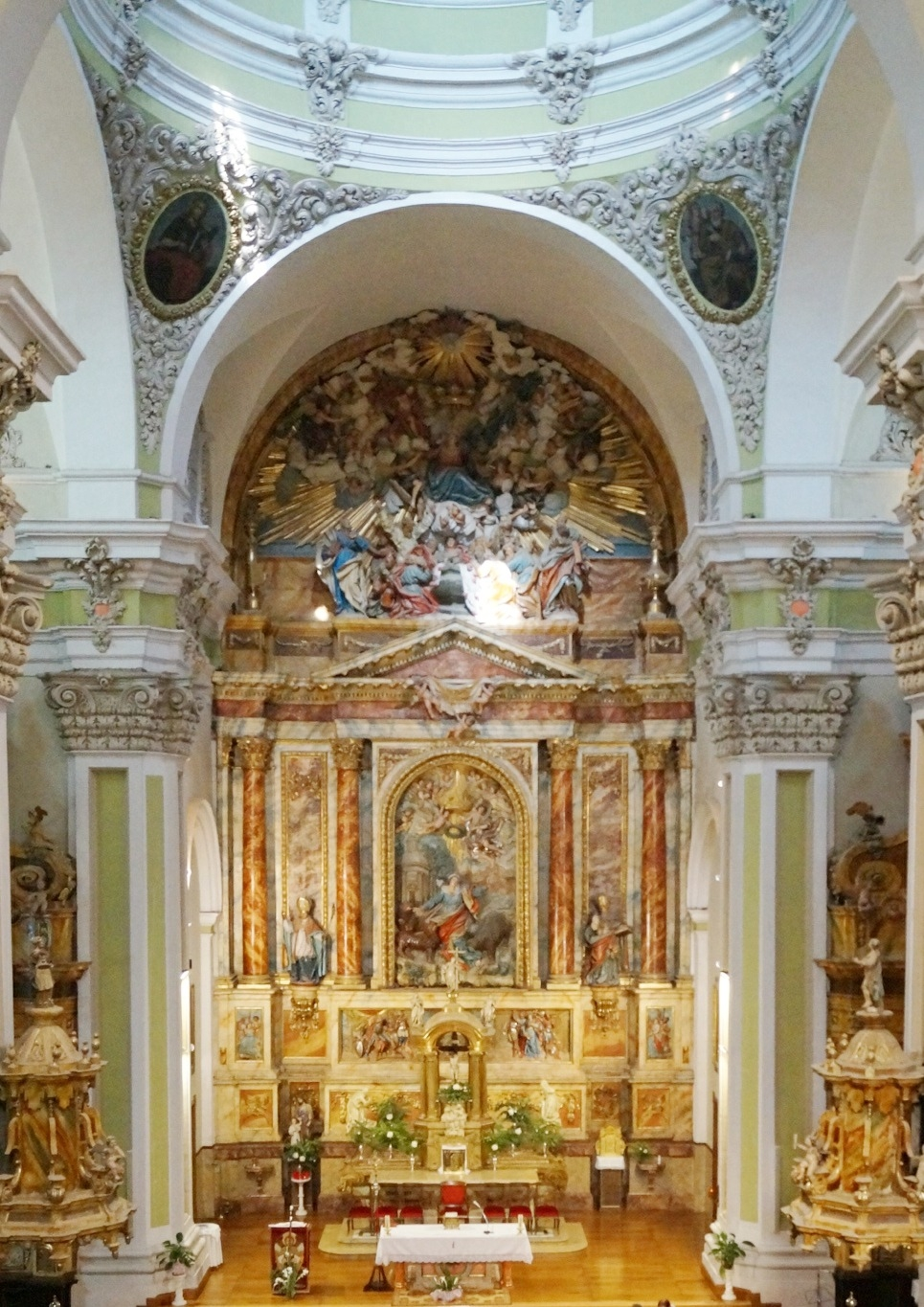
Retablo mayor
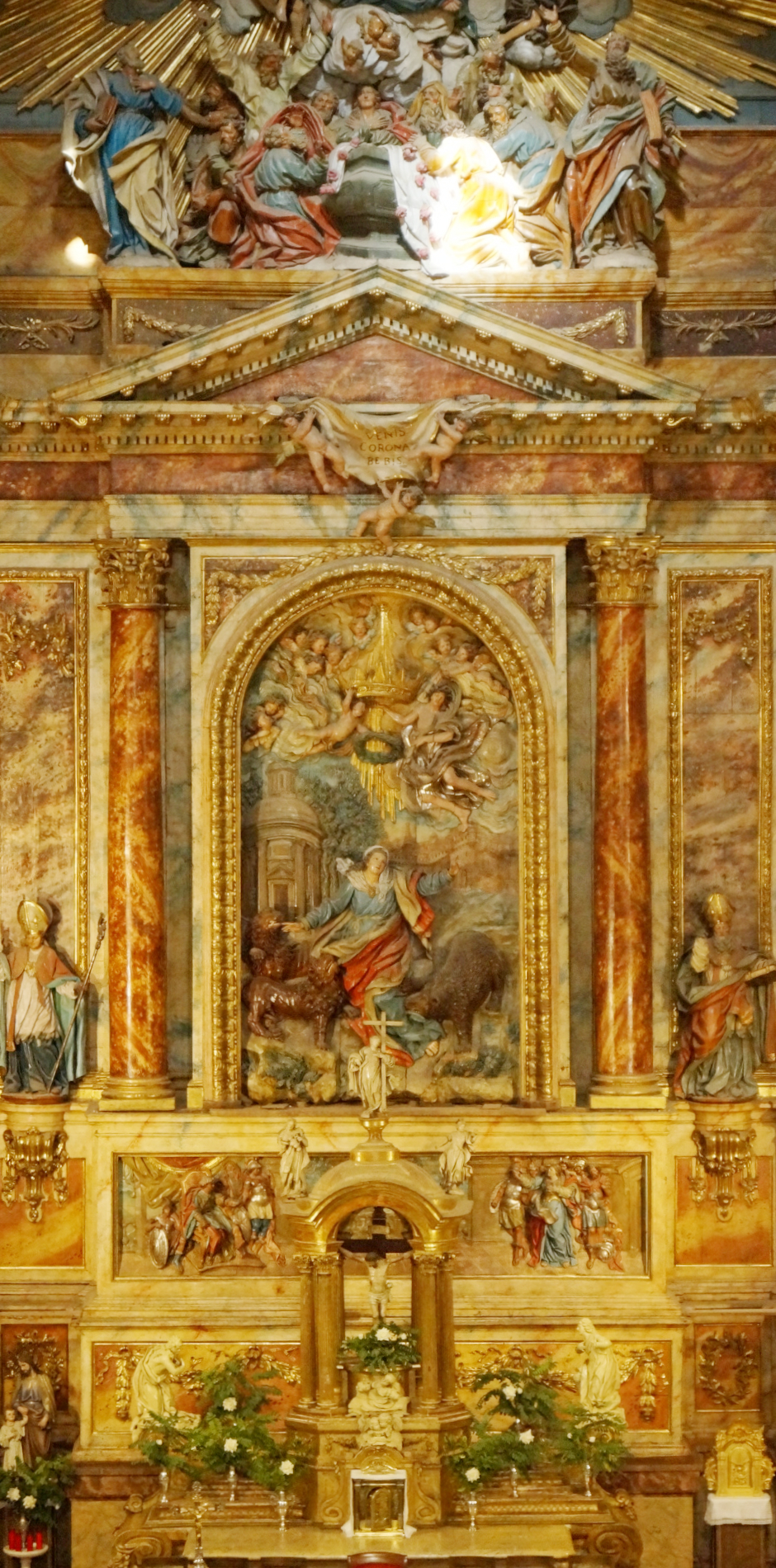
Detalle del retablo mayor
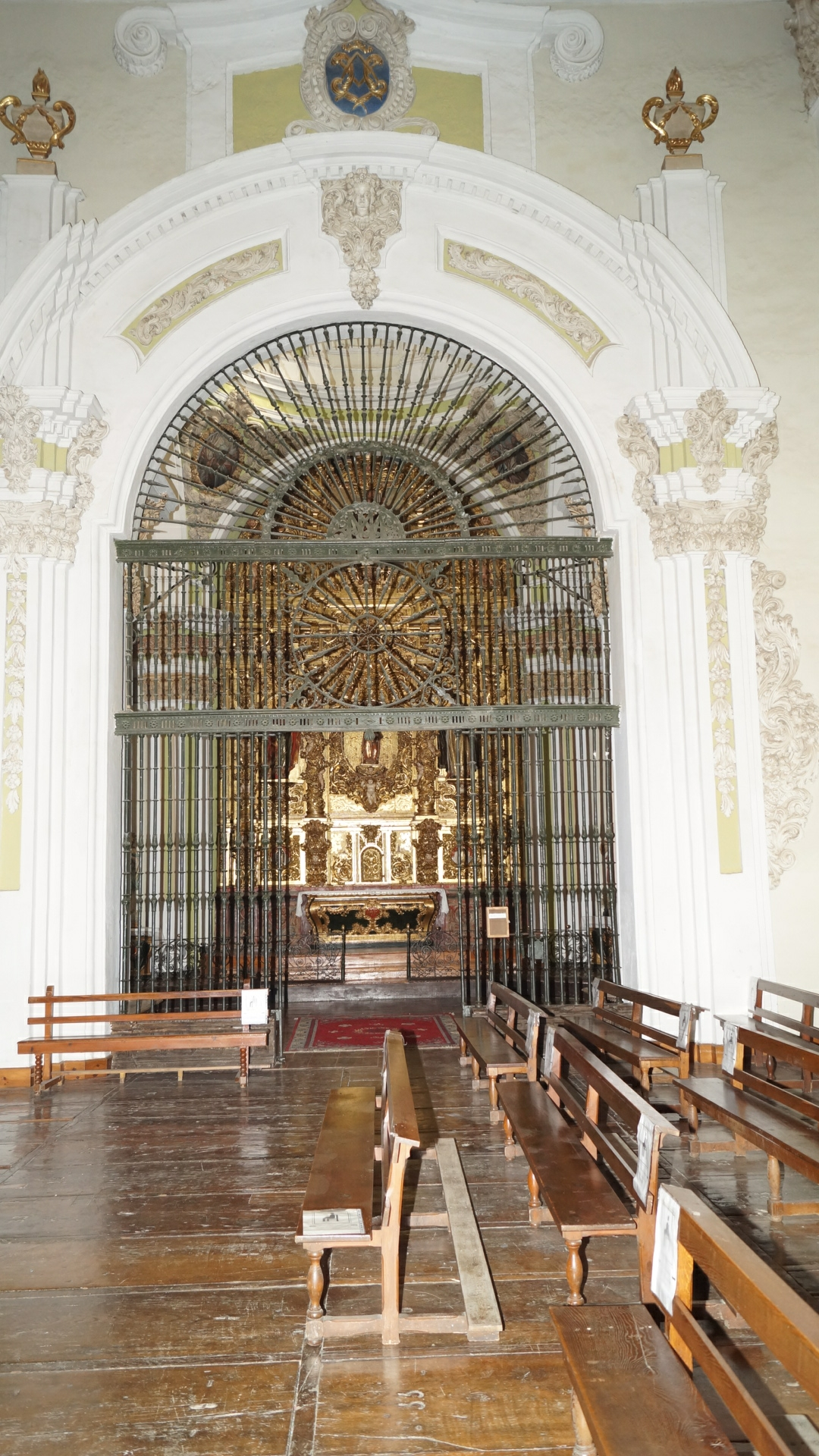
Capilla del Rosario
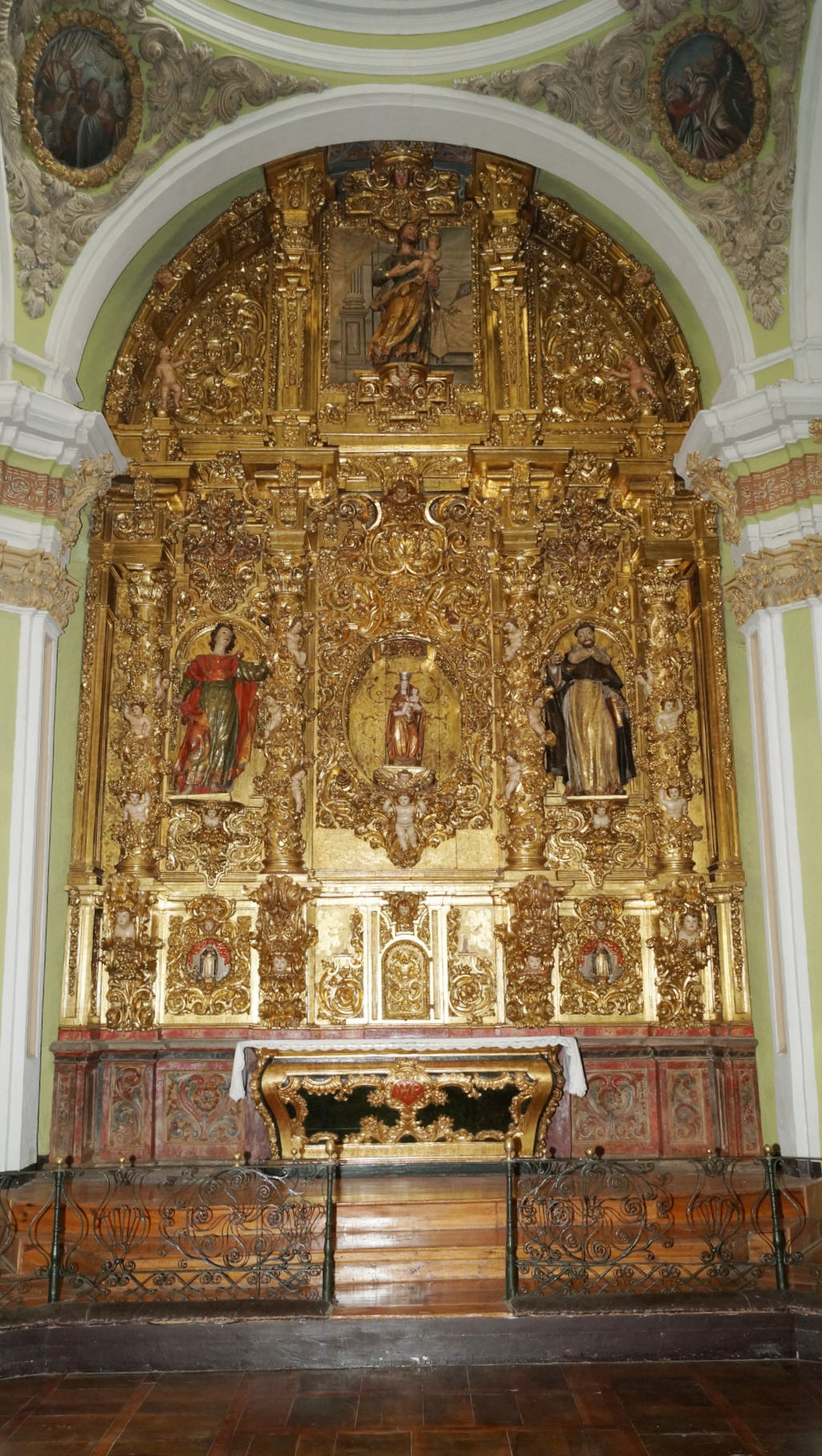
Retablo de la Capilla del Rosario
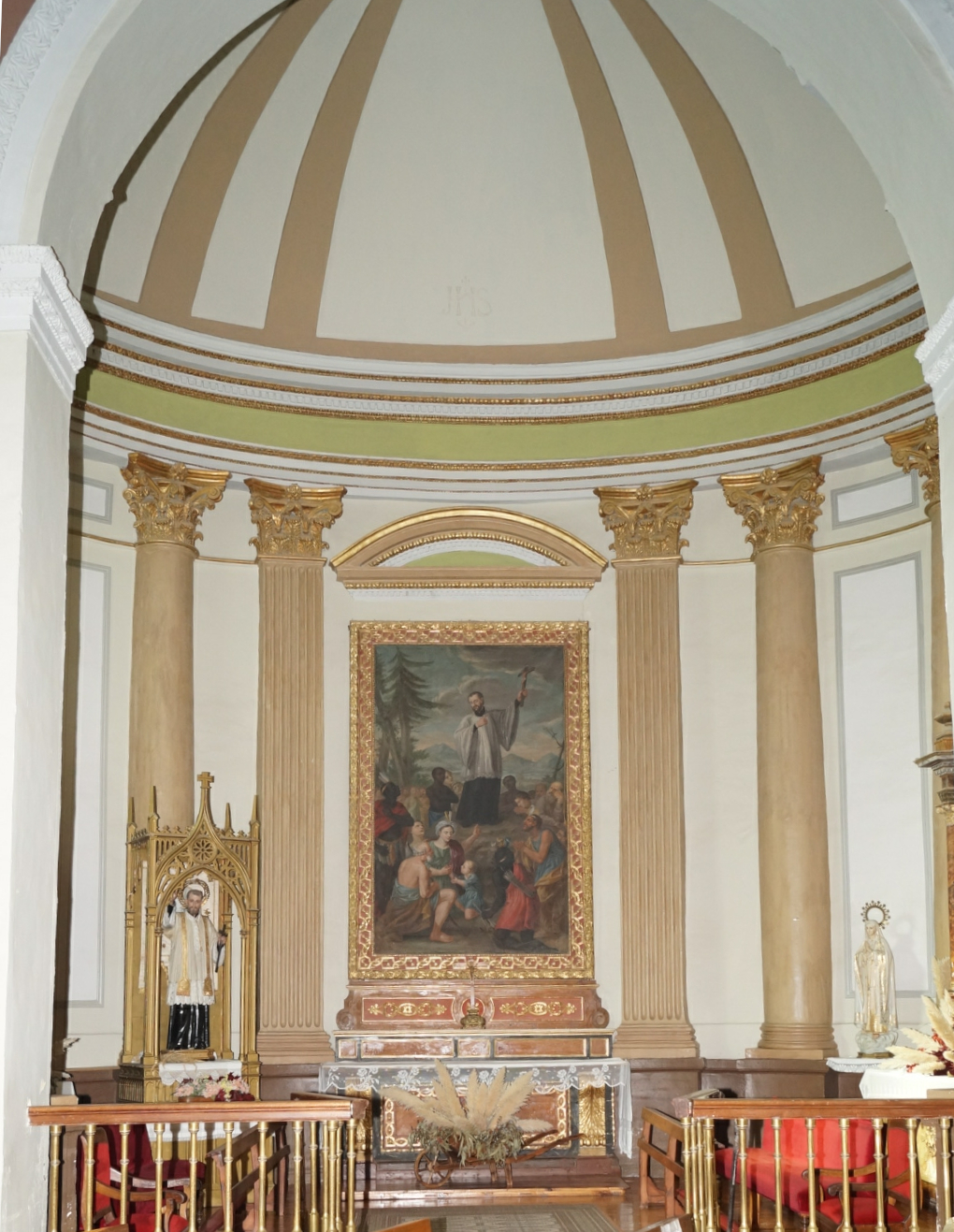
Capilla de San Francisco Javier
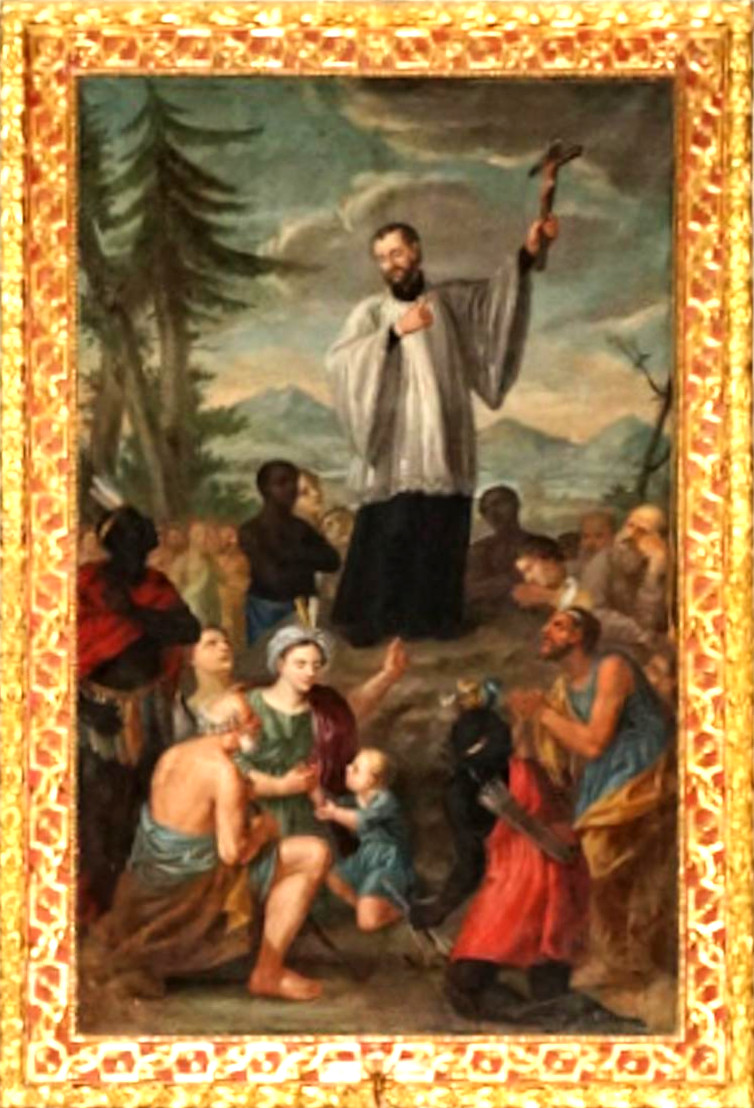
Detalle de la pintura de San Francisco Javier

La decoración del interior muestra, por un lado, un retablo mayor en unión con los colaterales reformados en 1786 por el maestro italiano Santiago Marsili. La obra partía de unos retablos barrocos que terminan resaltando el estilo neoclásico. Por otro lado, en sendas capillas adosadas al crucero nos encontramos igualmente estilos diferentes. Mientras la capilla del Rosario presenta un retablo barroco elaborado hacia 1730, con una decoración de follaje, cardina y amorcillos, enfrente se presenta, en la capilla de San Francisco de Javier, una tendencia neoclásica de nuevo.

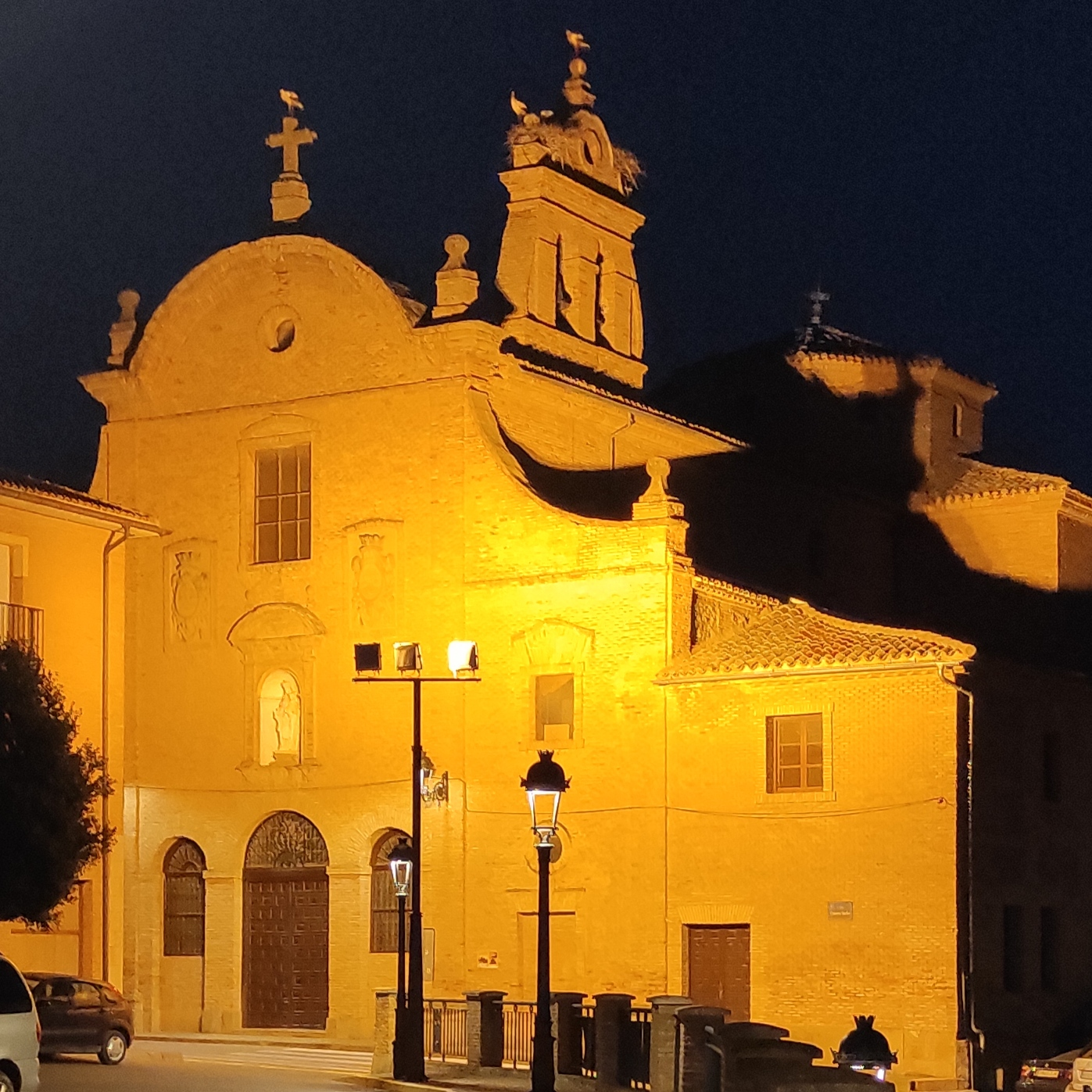
Convento de Nuestra Señora del Carmen

##### Convento de Nuestra Señora del Carmen

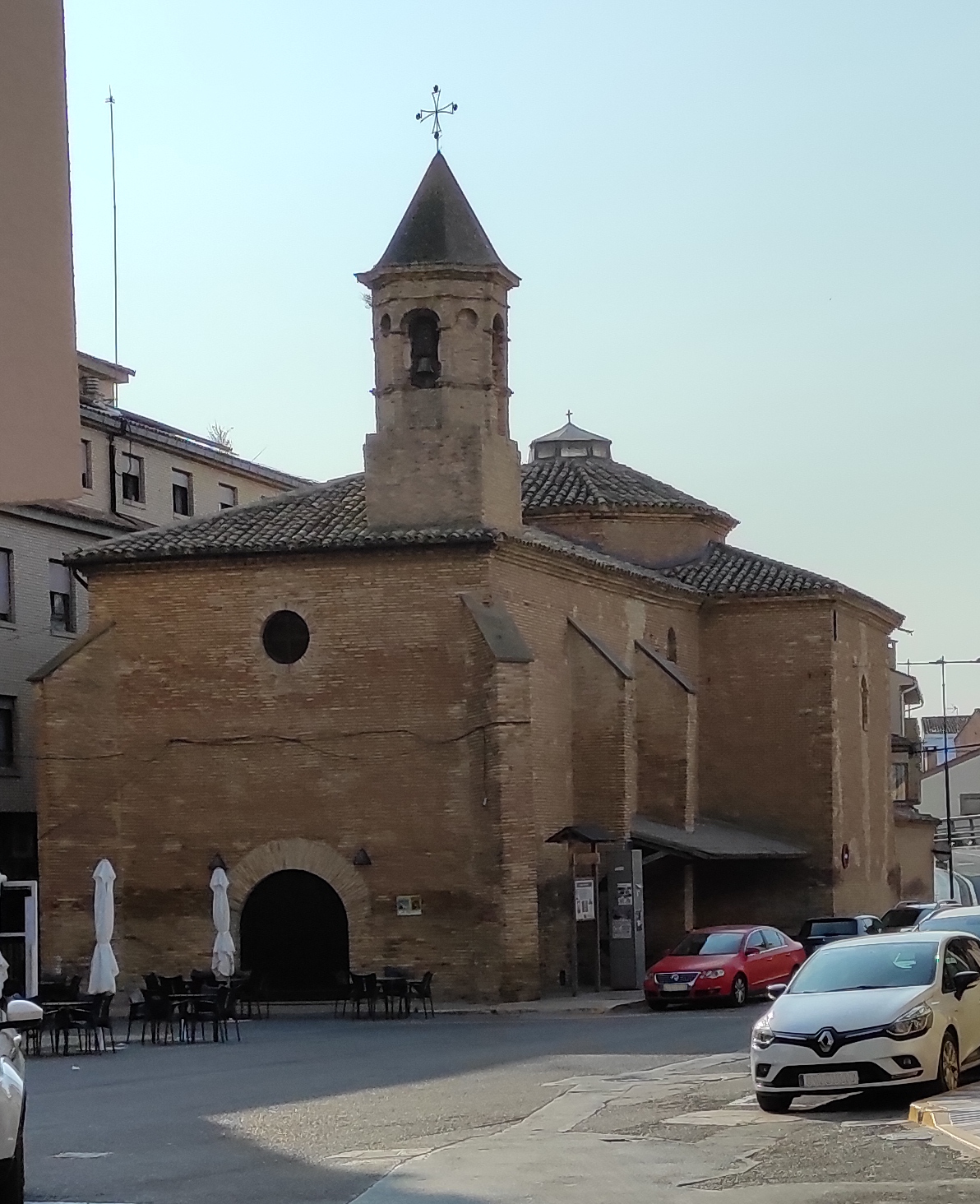
Basílica de Nuestra Señora del Portal

Situado frente a la parroquia, detrás del palacio de Bobabilla, se levanta el convento de Nuestra Señora del Carmen, construido en la primera mitad del siglo XVIII aunque siguiendo el modelo característico de las iglesias conventuales del siglo XVII. 
Su estructura presenta una larga nave de cinco tramos, abiertas a sus respectivas capillas laterales, con comunicación interior, crucero y cabecera recta. El coro se levanta a los pies del templo y abarca dos tramos de la nave. La cubierta es de bóveda de aristas para las capillas laterales, medio cañón con lunetos para la nave y cúpula sobre pechinas en el crucero. La ornamentación con temas geométricos distribuida por las cubiertas sigue la tradición manierista. 
La fachada, en este caso de ladrillo, hace la misma referencia a la arquitectura conventual del siglo XVII. De los dos cuerpos en que se divide la fachada, el inferior lo ocupa el pórtico de triple arcada sobre el que se alza una hornacina con la Virgen del Carmen y una ventana. Un tímpano curvo entre aletones y una espadaña con dos arcos de medio punto situada en un lateral, coronan el conjunto.

Desde el punto de vista decorativo, el templo alberga un conjunto de retablos de estilo rococó, donde destacan especialmente los ubicados en el presbiterio. Tanto el retablo mayor como los laterales son obra del maestro Dionisio de Villodas y Lucas de Mena, y fueron contratados en 1769. Según se describen en la Gran enciclopedia de Navarra, «el movimiento y dinamismo invaden tanto las plantas como los alzados de estos retablos, en los que el juego de la línea curva y contracurva rige todos sus elementos. Los golpes de rocalla unidos a la finura y suavidad de los relieves potencian el esplendor del conjunto, del que desmerece la escultura de bulto y la ausencia del dorado.»

Convento de Nuestra Señora del Carmen
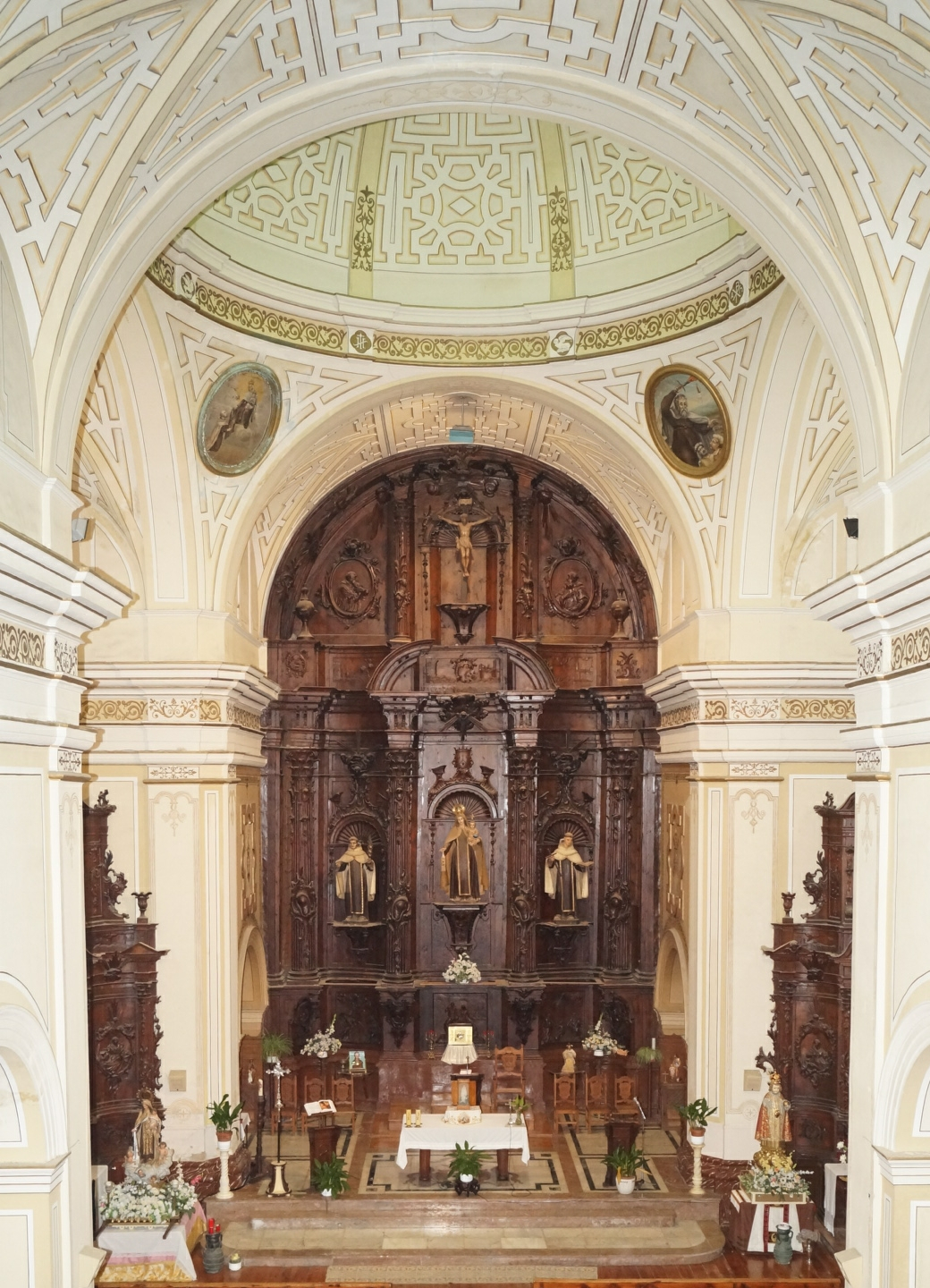
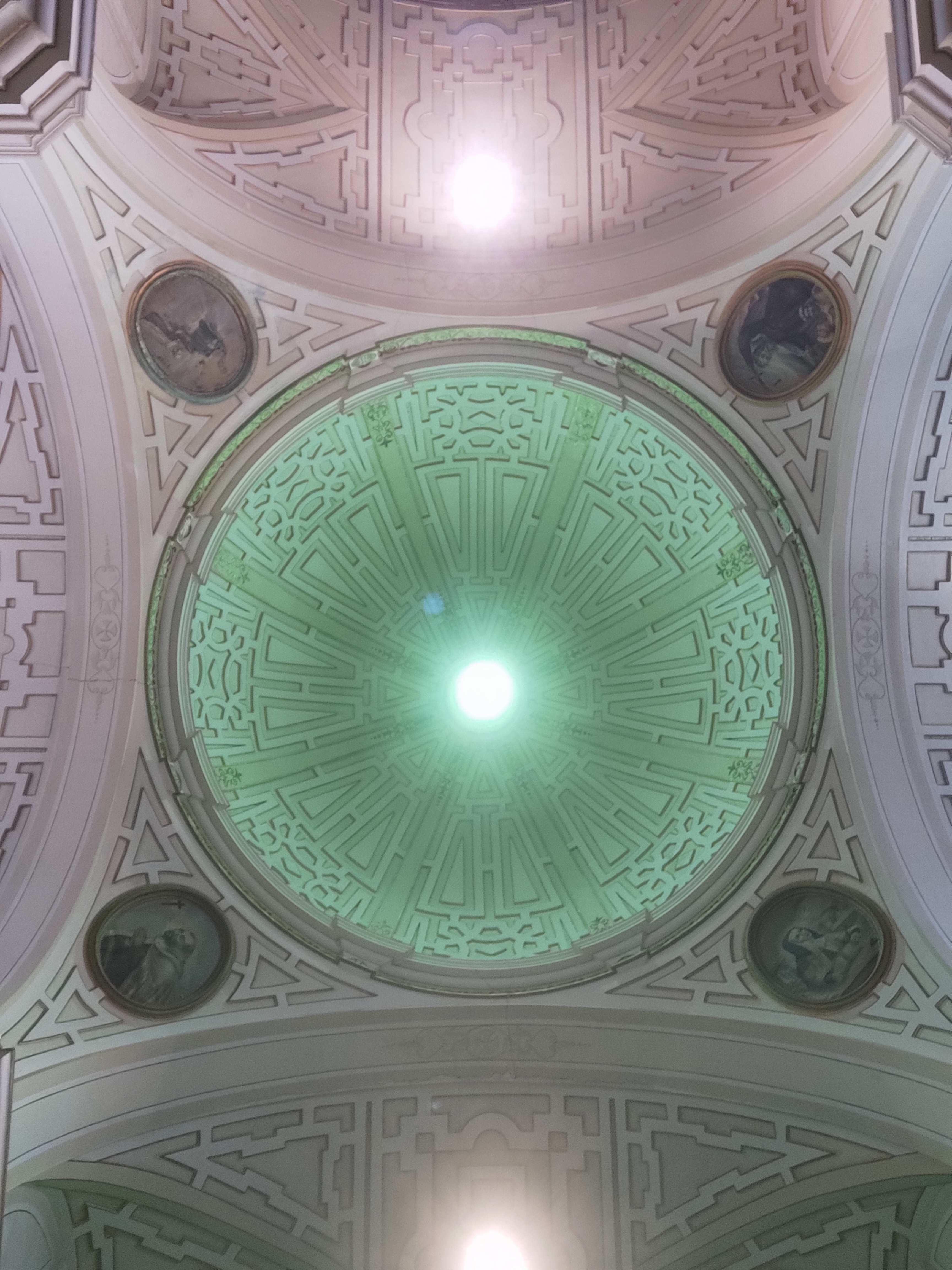
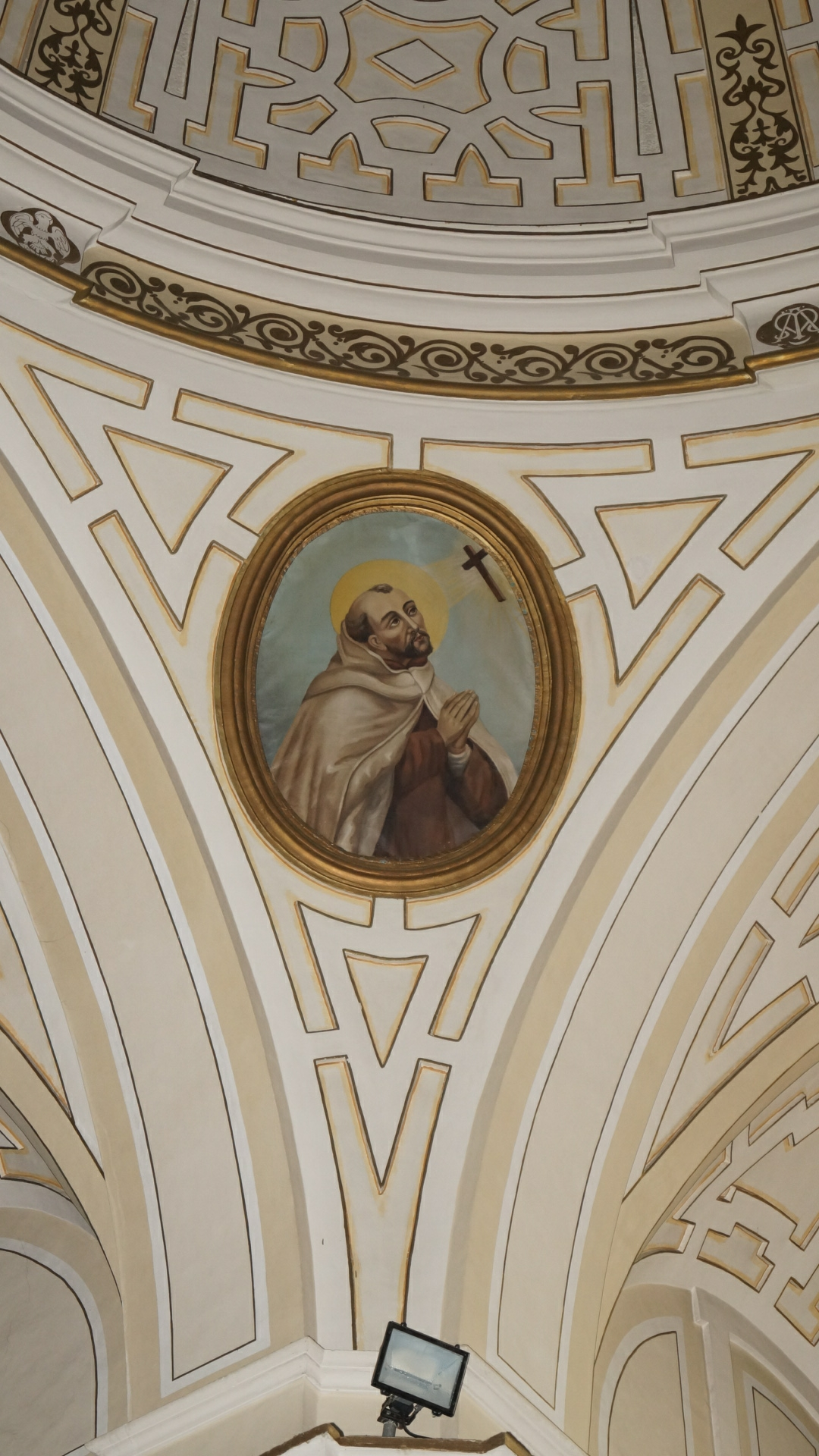
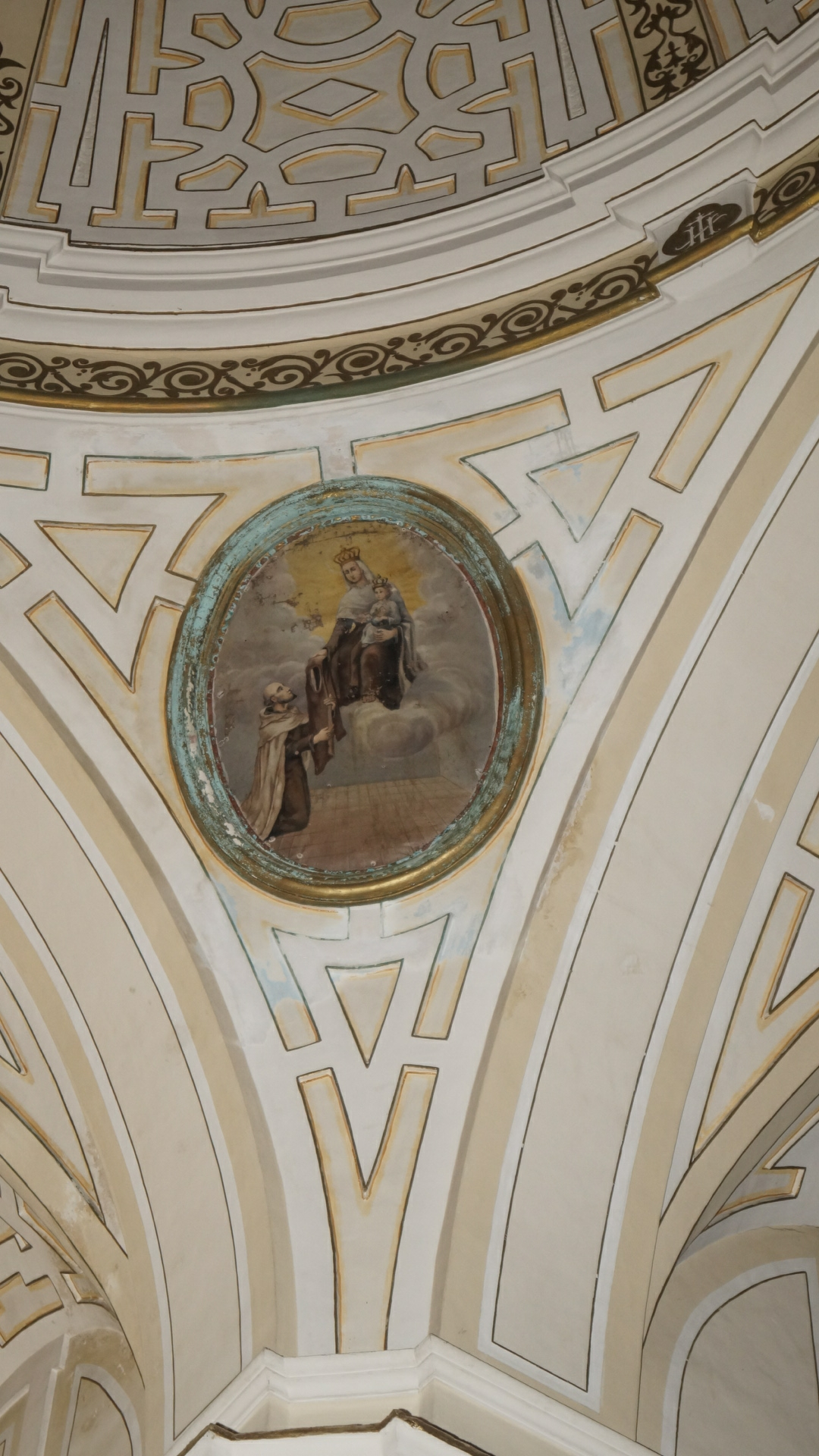
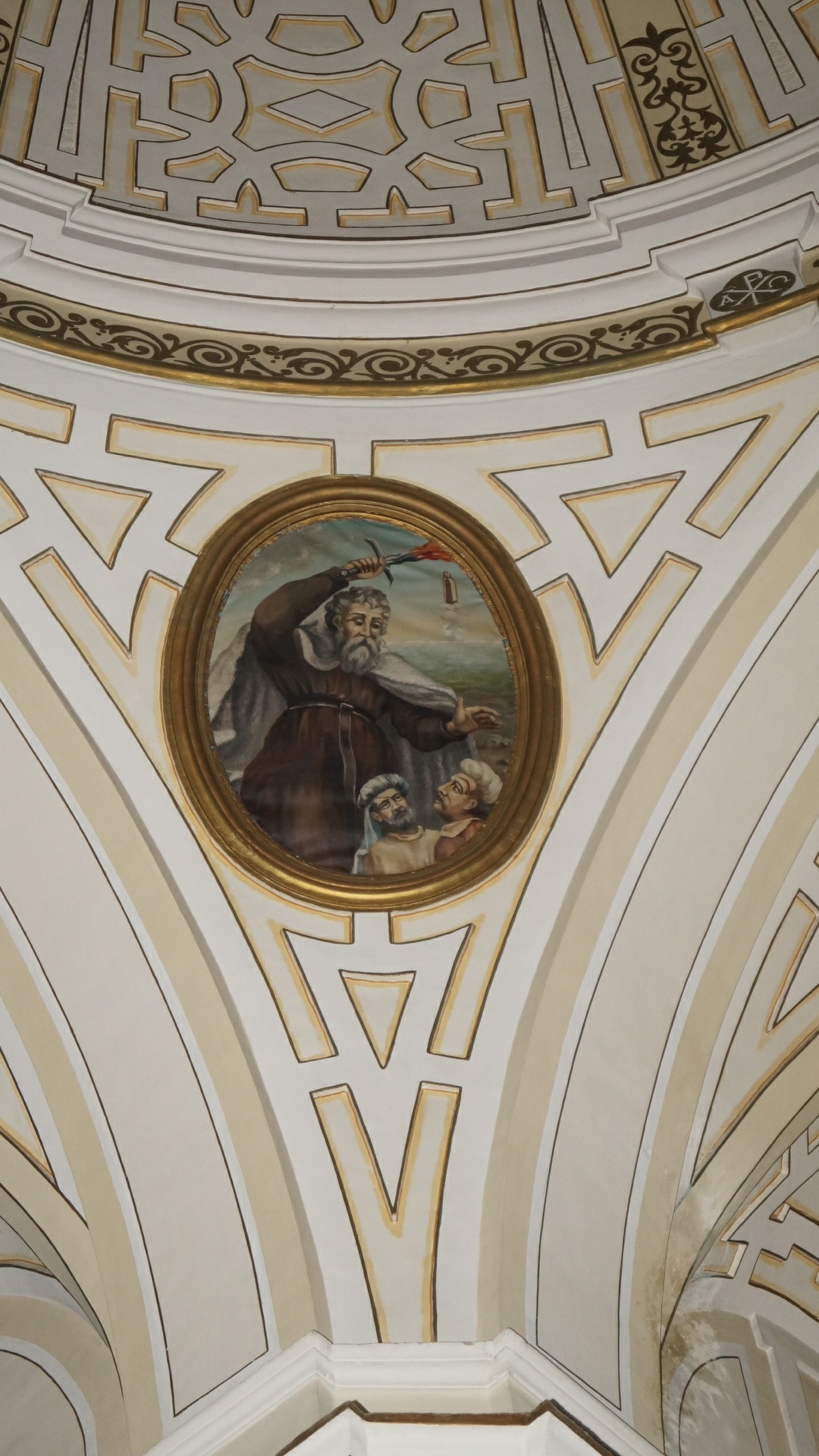
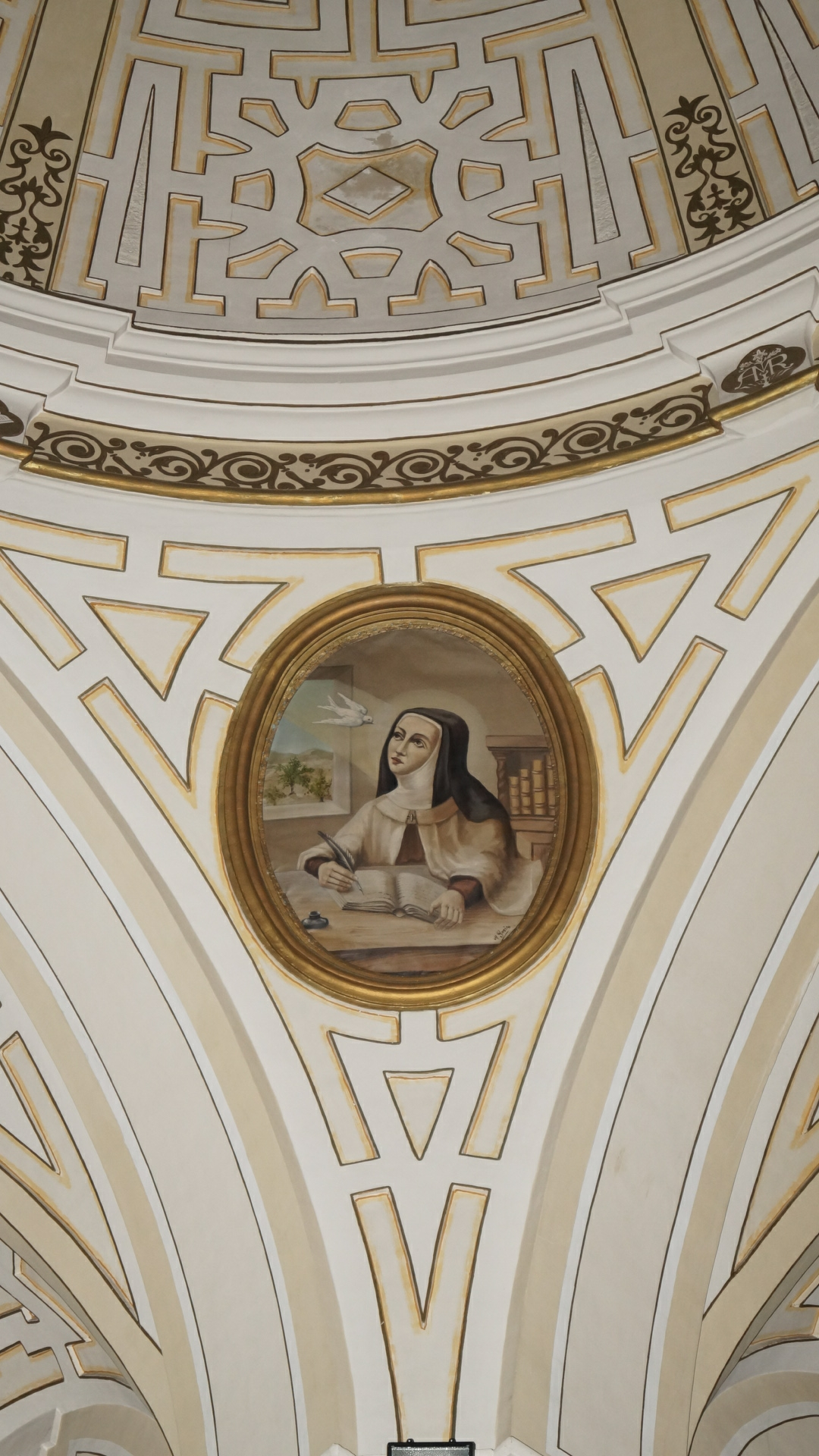
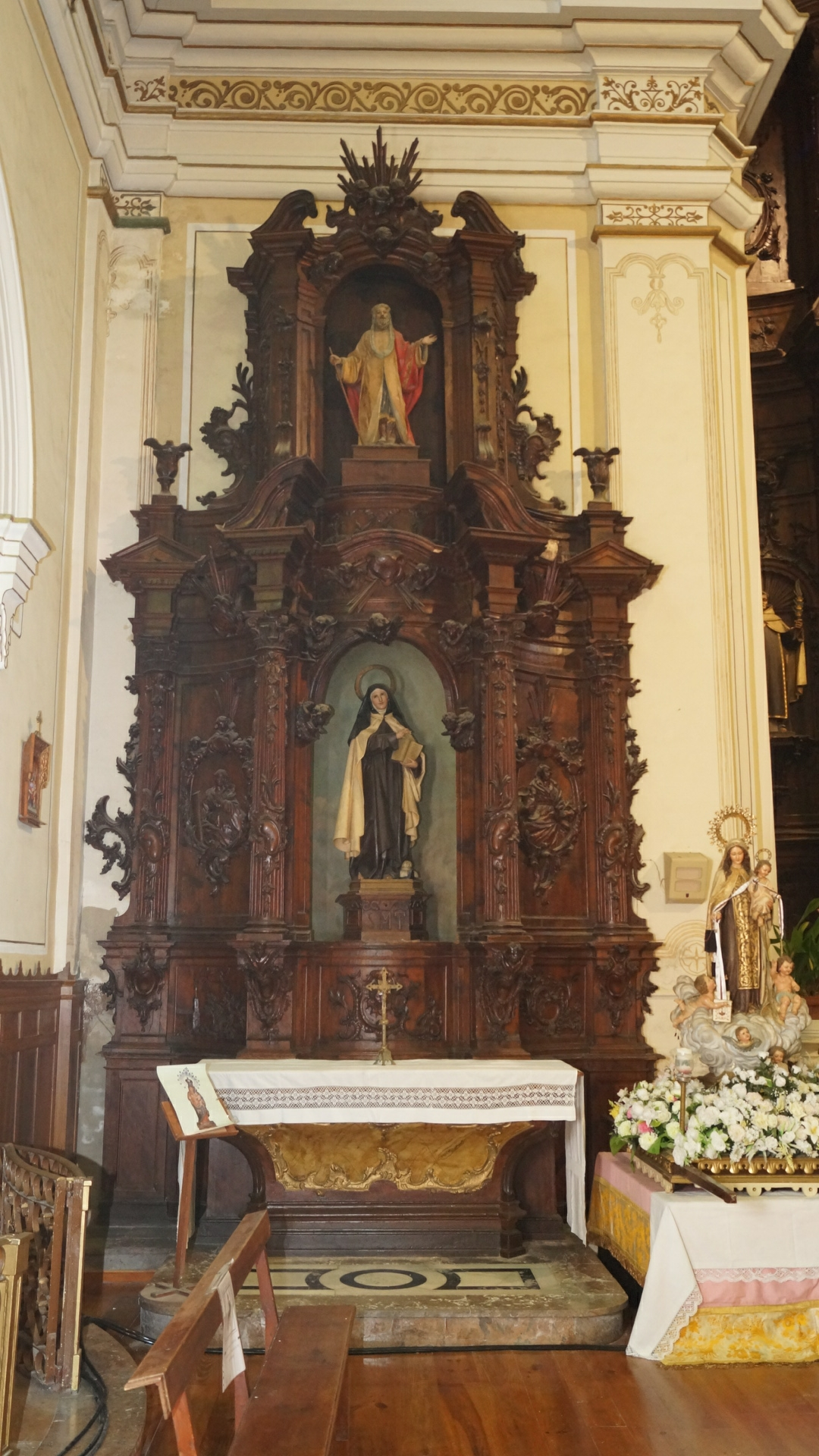
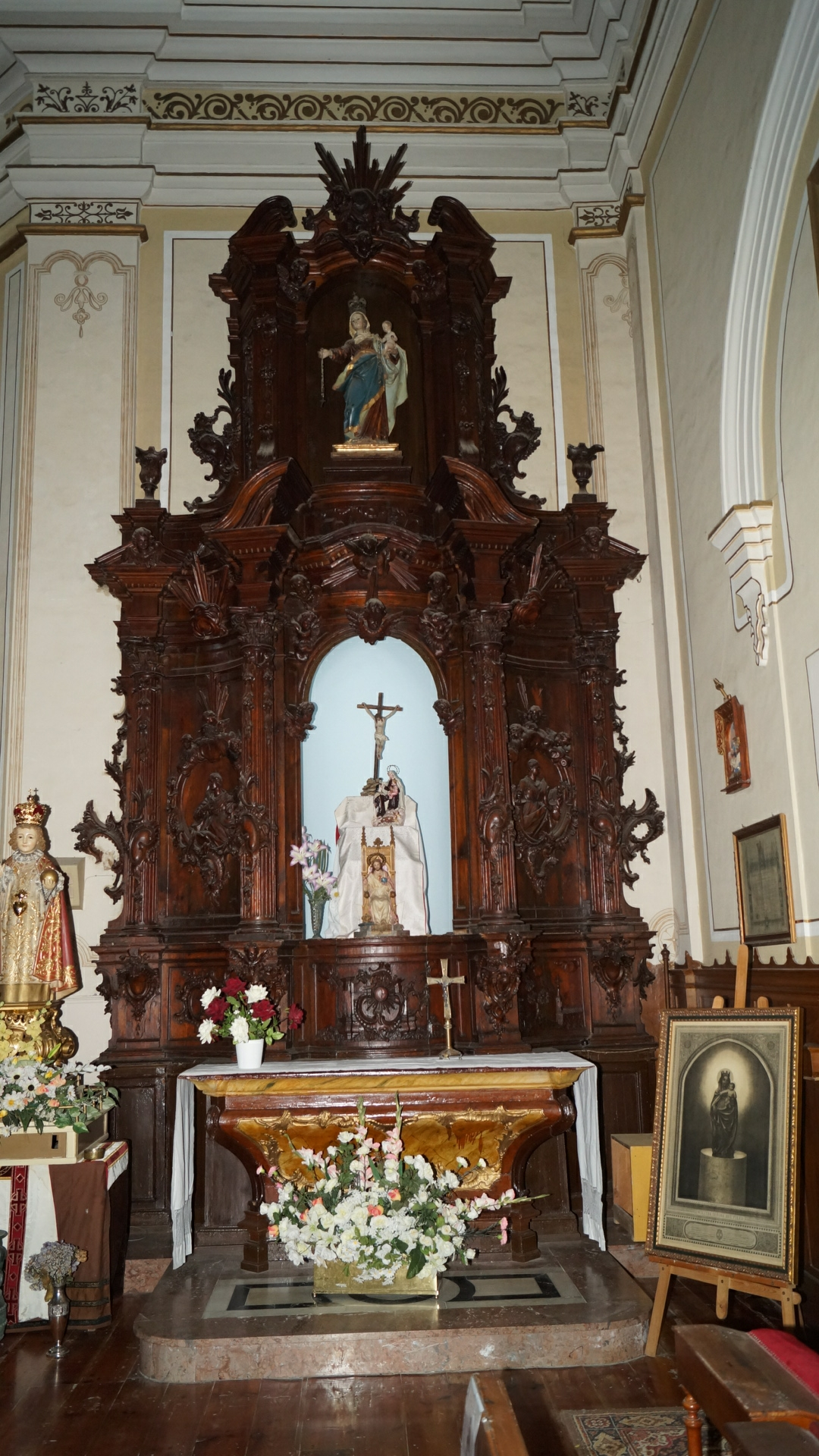
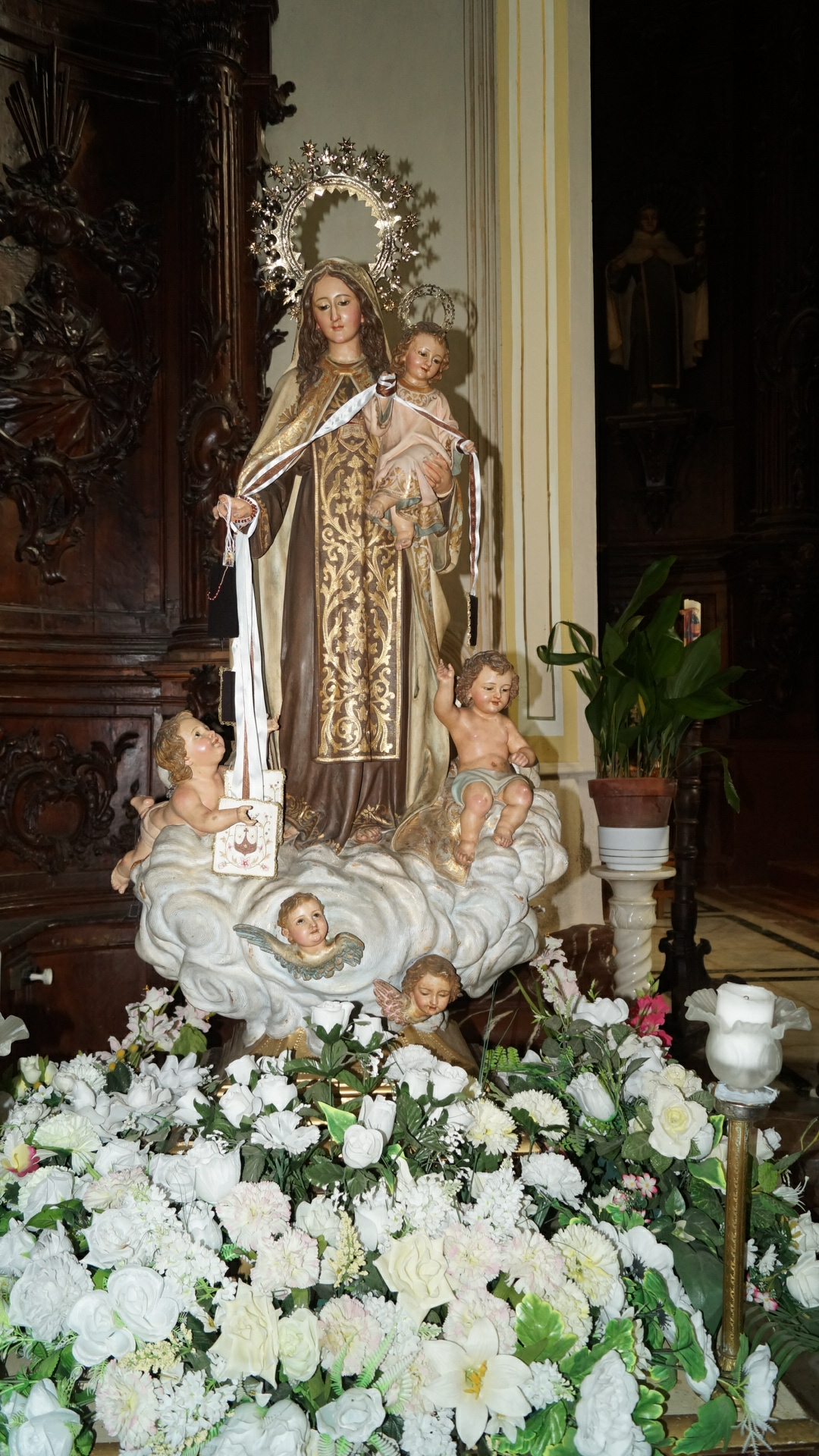
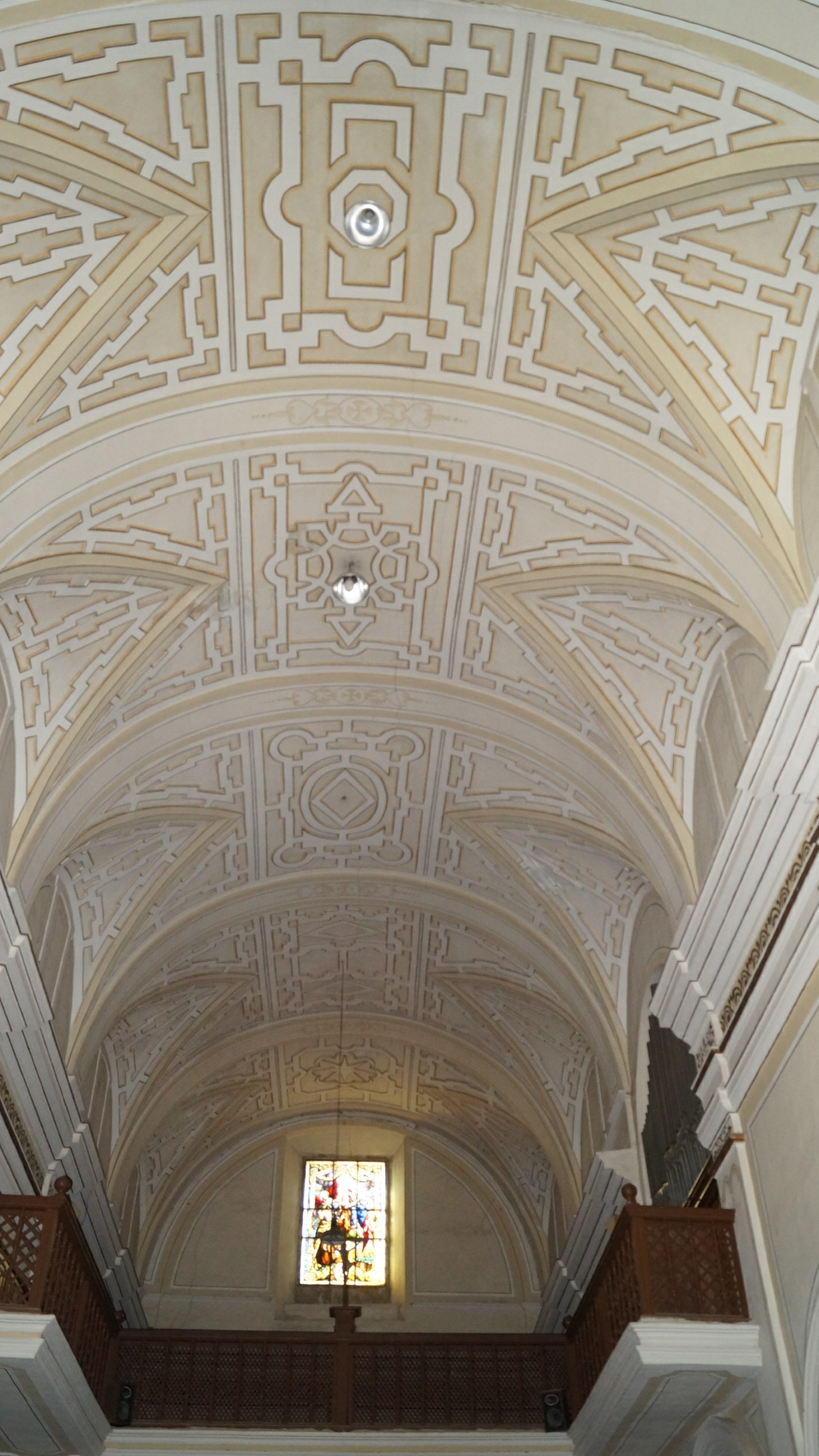
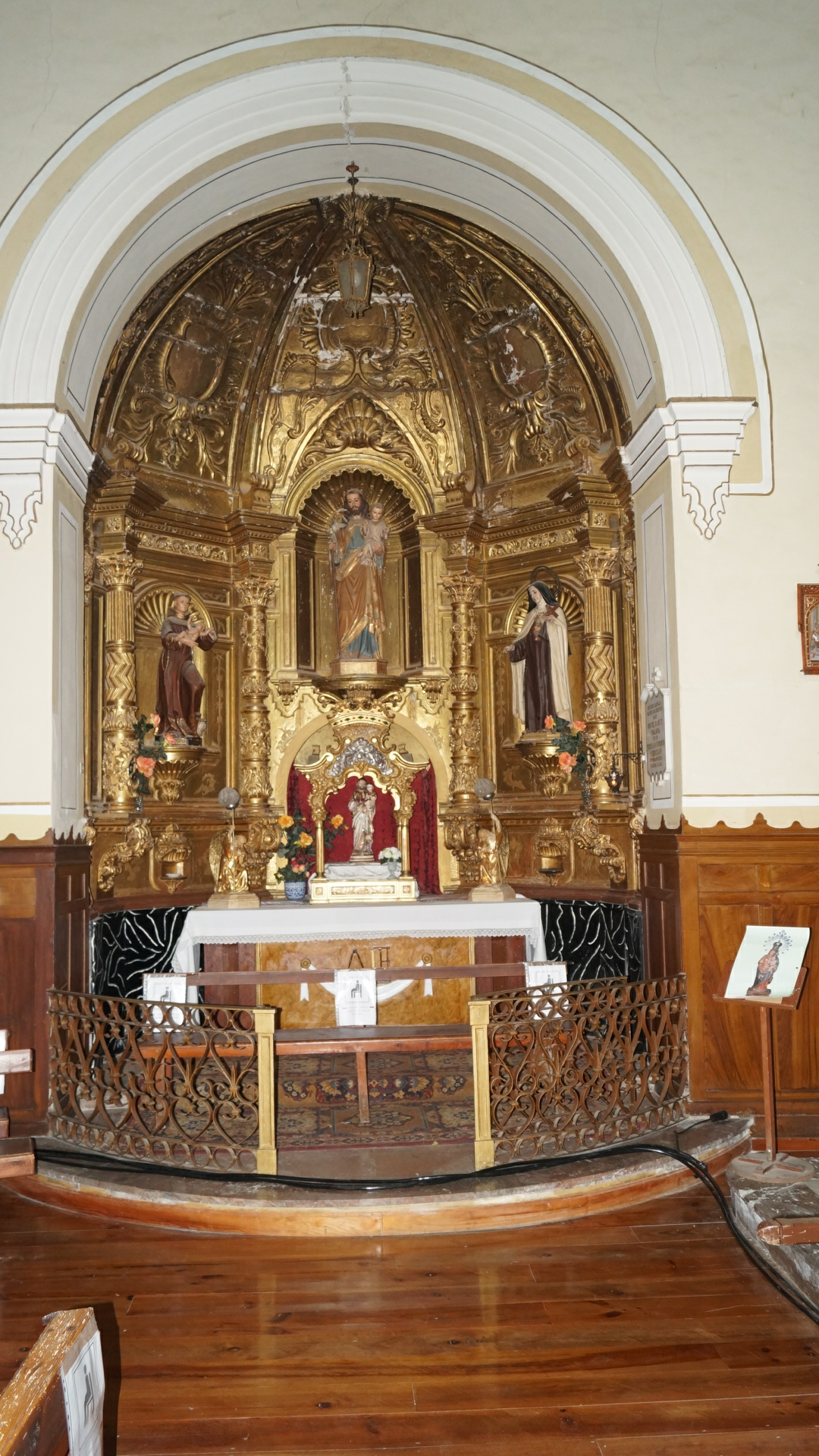
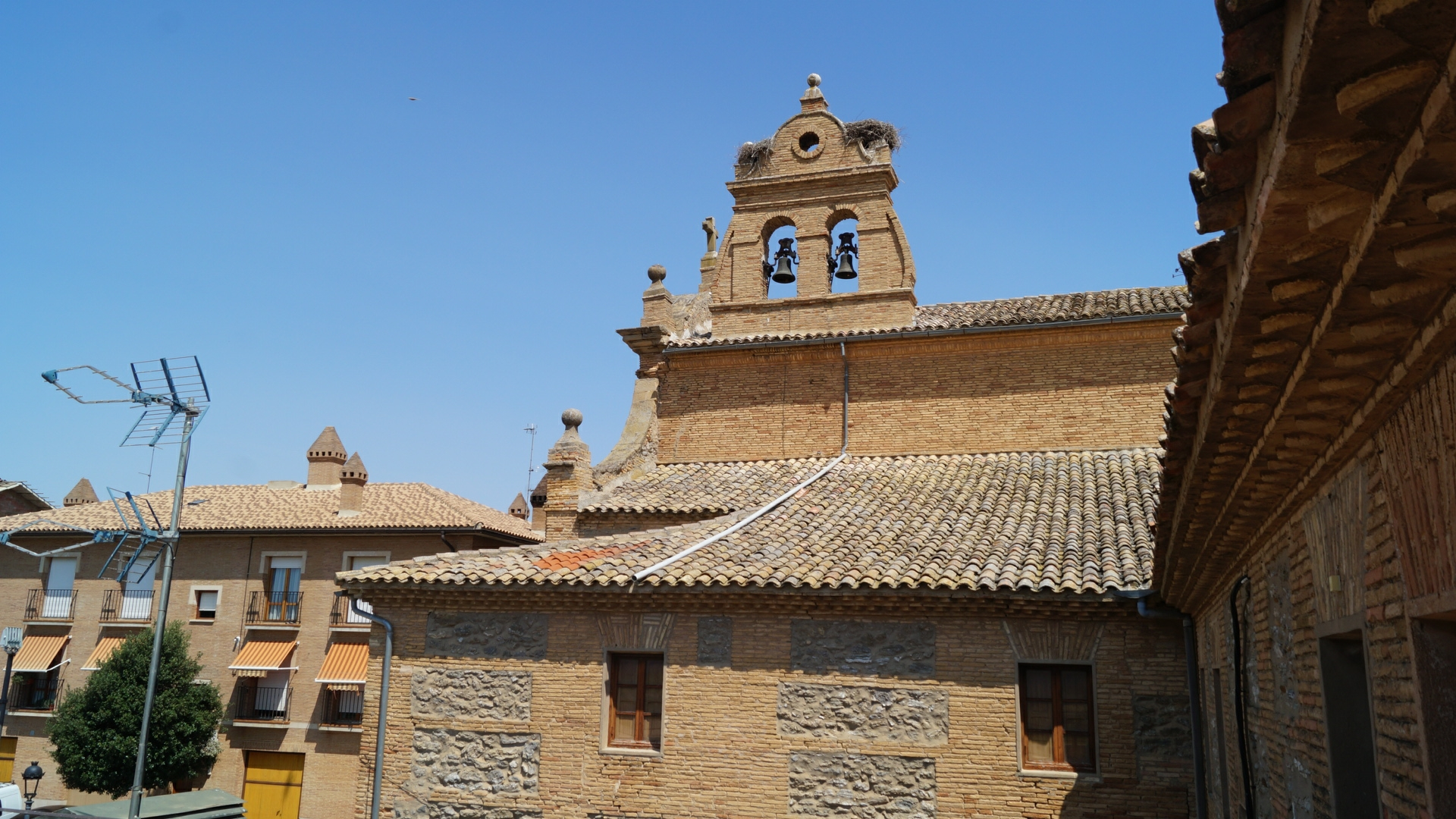

##### Basílica de Nuestra Señora del Portal
También llamada iglesia de Santa María del Portal, se levanta actualmente en el centro de la población. Su nombre se debe a la existencia de una hornacina con una imagen mariana junto al antiguo portal en la parte meridional del recinto amurallado que protegía la villa.
Es un edificio del siglo XVI que fue ampliada en el siglo XVII gracias al donativo de un indiano, Diego Polo, cuyos 500 pesos se unieron a los 4000 reales que ya se habían reunido. Con un diseño de Pedro de Aguirre ejecutado por diferentes canteros en sucesivas fases, sigue el esquema de iglesia conventual con planta de cruz latina, con nave en tres tramos, cubierta por una bóveda de lunetos y con una cúpula sobre pechinas en el crucero.
Una exuberante decoración de yeserías anima esta estructura; digno complemento, retablo mayor, también barroco de finales del siglo XVII. Éste se ha puesto en relación con la obra de Francisco Gurrea por el ritmo y lenguaje de sus elementos decorativos. Contiene lienzos barrocos del taller de Vicente Berdusán.

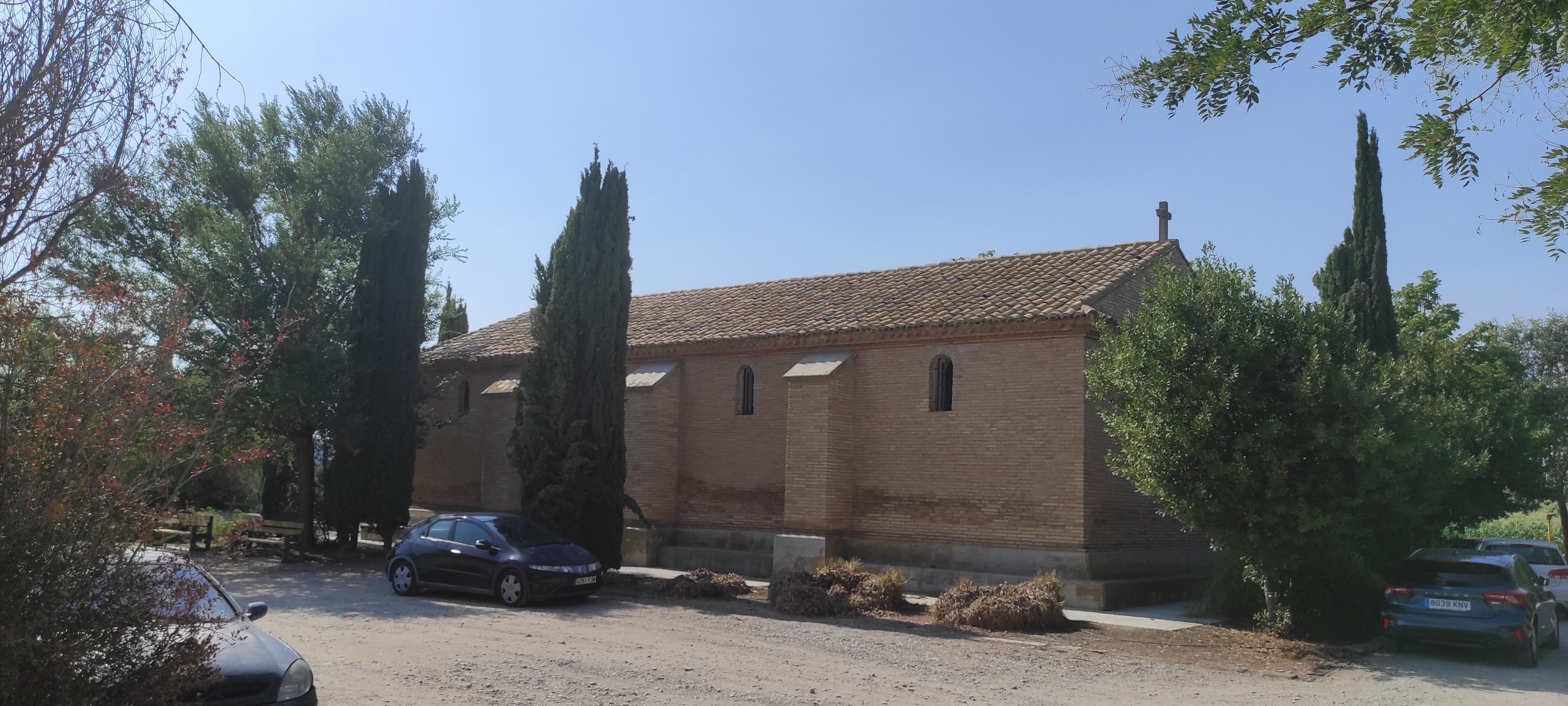
Ermita de San Pedro

##### Ermita de San Pedro
Situada al oeste de la villa, junto al actual campamento llamado "Bardenas", está construida con ladrillo y presenta una planta rectangular en cuatro tramos visibles externamente por los contrafuertes de ladrillo que los sostienen. Parece que es una obra del siglo XV aunque fuertemente retocada.

##### Ermita de Santa María del Castellar
Fue basílica y cofradía aprobada en 1355 por Carlos II de Navarra. En junio de 1651 se había terminado la torre del santuario, derribada hacia los años 30 del pasado siglo y quedando aún restos de todo ello. La imaginería se trasladó a Nuestra Señora del Portal.
Existió también otra ermita de Santa María Magdalena, hacia el suroeste, cerca de la muga con Milagro.

#### Edificios civiles
Los edificios de Villafranca participan de las características de la arquitectura de la Ribera de Navarra, con casas de ladrillo, de dos o tres niveles además del remate, con una galería de arquillos o pequeñas ventanas rectas, y finalizados con un alero reducido a mera cornisa con labores de ladrillo. Algunas casas enriquecen estas fachadas con piedras armeras bellamente labradas. Una nota característica del urbanismo de Villafranca son las linternas que cubren las escaleras de alguna de sus casas. 
Casa consistorial

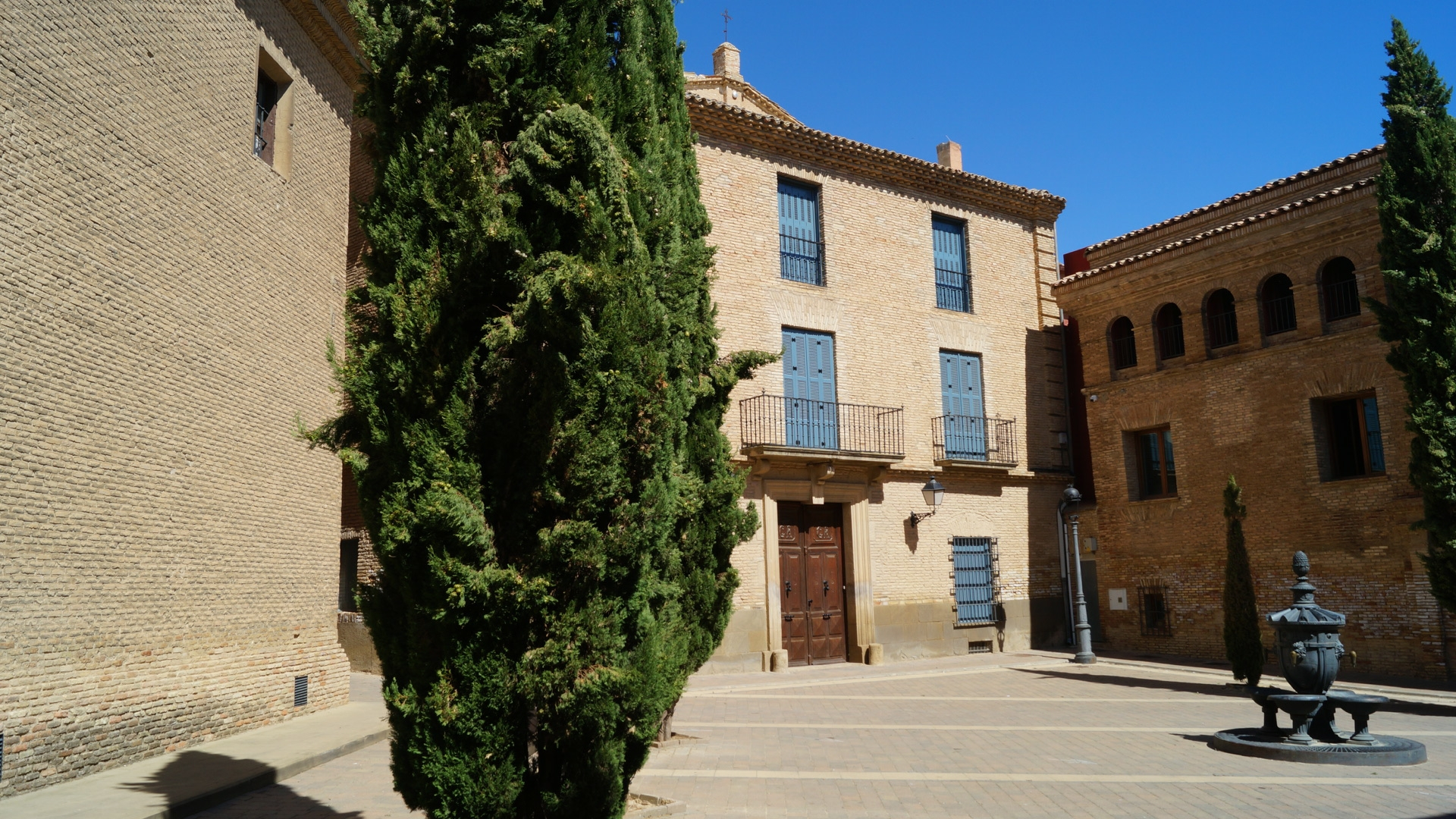
Plaza de los Fueros de Villafranca (Navarra). Fachadas del Palacio de Rodezno y de la casa consistorial (dorsal)

Está situada entre la Plaza de los Fueros y la Plaza España. Su construcción se data hacia 1770. Presenta tres fachadas de ladrillo, con tratamiento distinto cada una. En la fachada principal se articula un primer cuerpo con un pórtico de cinco amplios arcos. En la parte superior del edificio hay esta la característica galería de arquillos que abarca todo el perímetro.
Palacio de Rodezno
Situado en la plaza de los Fueros, junto a la parroquia y adyacente a la casa consistorial.

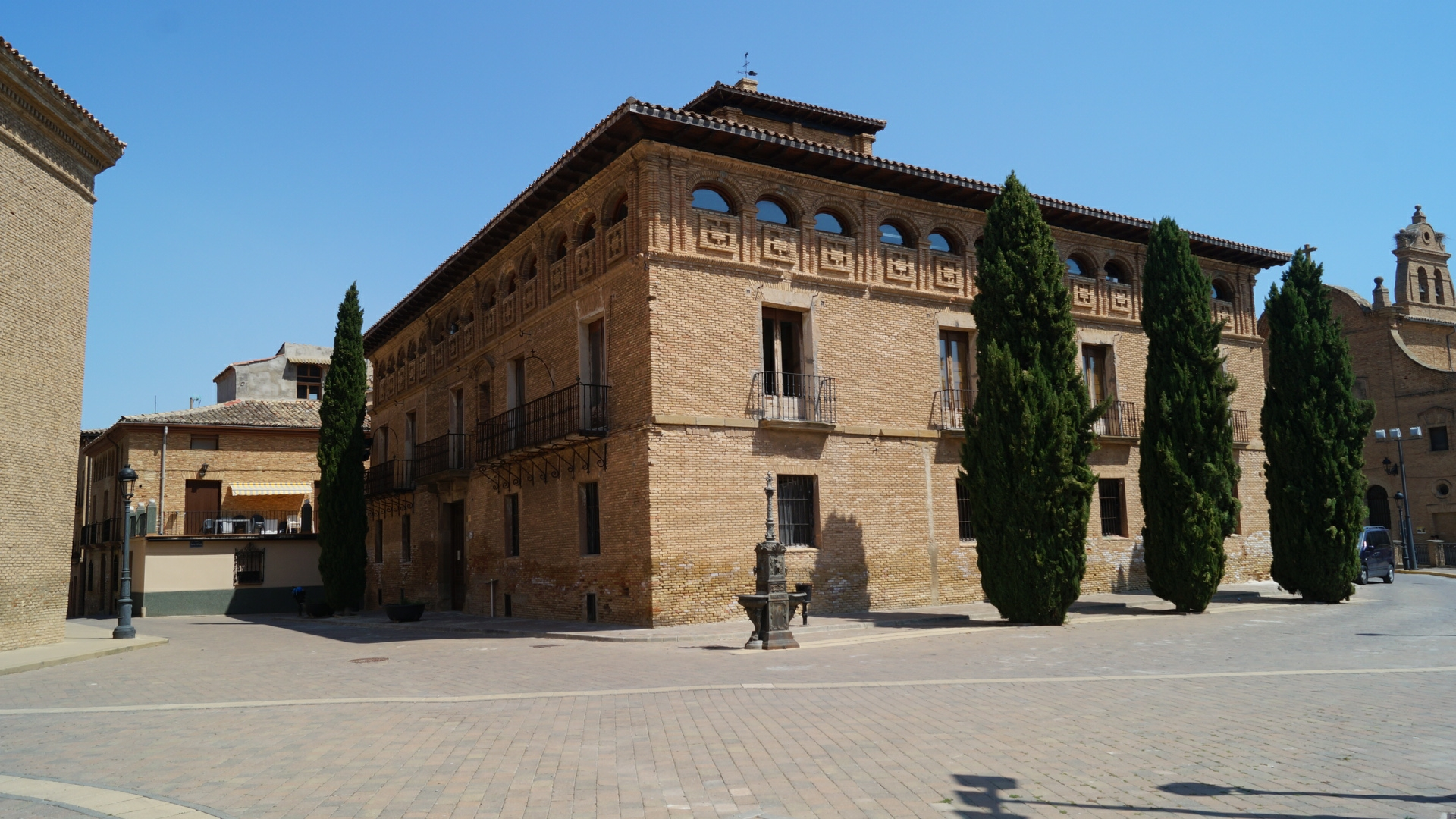
Palacio de los Bobadilla
Construcción de inmensas proporciones, es considerado un ejemplo sobresaliente del barroco ribero. Levantado con ladrillo macizo cara vista a las fachadas exteriores, data de finales del siglo XVII o comienzos del XVIII. Cuenta con numerosos sótanos, dos plantas y un ático. En la fachada occidental se sitúa la puerta principal, adintelada de piedra. Sobre ella un balcón montando sobre tres ménsulas de piedra. La mencionada y característica galería de arquillos de medio punto, con decoración geométrica, y la cornisa, de madera, completamente reconstruida, terminan de definir el conjunto. 
Es propiedad municipal y se ha restaurado en recientes fases (tejado, plantas) gracias a la escuela-taller que mantiene su sede y aulas en el interior, con una fisonomía más moderna y funcional, que muestra una vistosa escalera también rehabilitada.